# Shakira/Auszeichnungen für Musikverkäufe

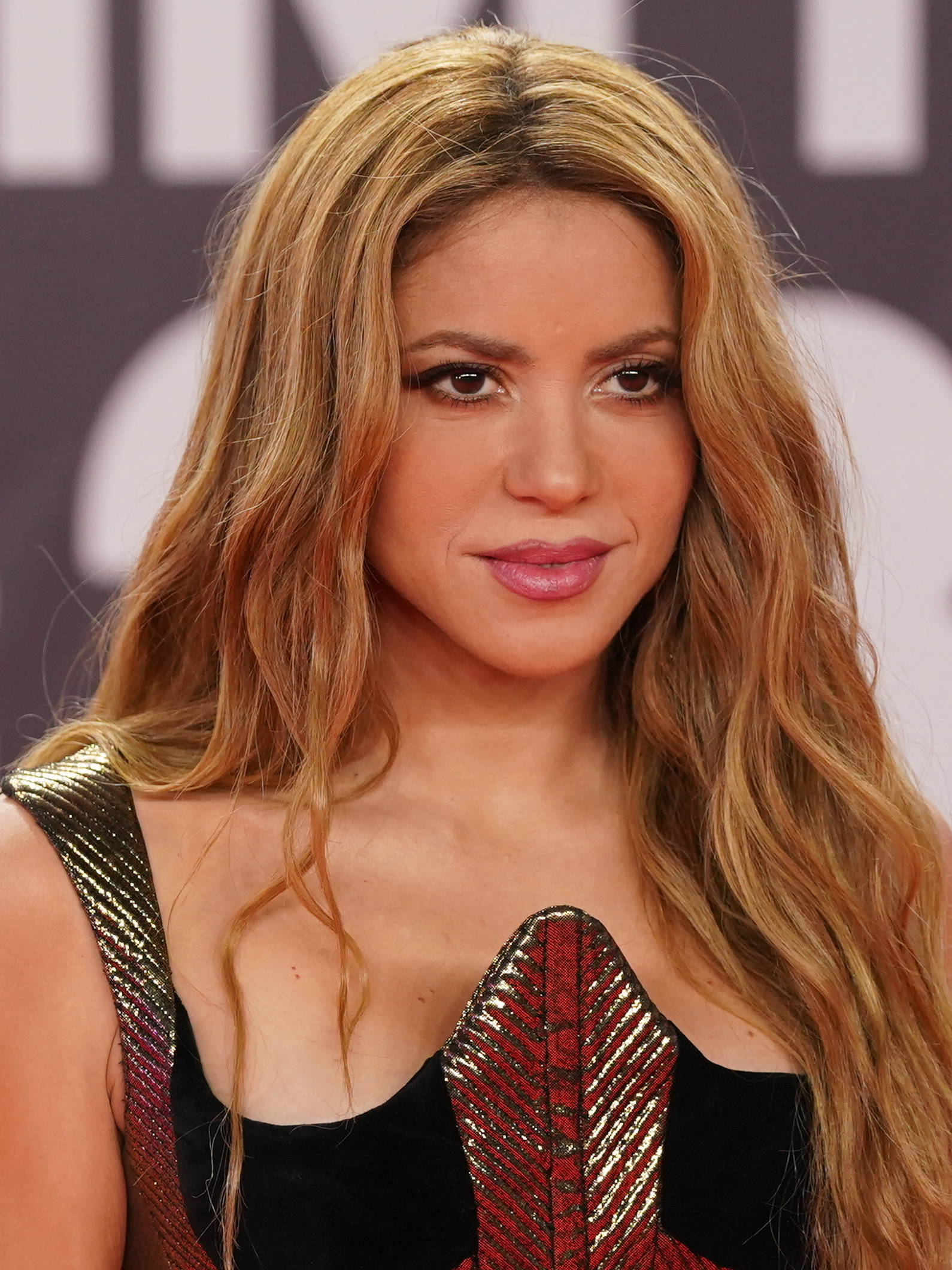
Shakira (2023)

Dies ist eine Übersicht über die Auszeichnungen für Musikverkäufe der kolumbianischen Pop-Sängerin Shakira. Die Auszeichnungen finden sich nach ihrer Art (Gold, Platin usw.), nach Staaten getrennt in chronologischer Reihenfolge, geordnet sowie nach den Tonträgern selbst in alphabetischer Reihenfolge, getrennt nach Medium (Alben, Singles usw.), wieder.

## Auszeichnungen
| - Portugal - 2003: für das Album Grandes éxitos - Vereinigtes Königreich - 2019: für die Single Chantaje - Argentinien - 2009: für das Album She Wolf - 2014: für das Album Shakira - Australien - 2004: für das Videoalbum Live & off the Record - 2006: für das Album Oral Fixation Vol. 2 - 2010: für die Single Waka Waka (This Time for Africa) - 2019: für die Single She Wolf - 2019: für die Single Get It Started - Belgien - 2006: für das Album Fijación oral vol. 1 - 2006: für das Album Oral Fixation Vol. 2 - 2007: für die Single Beautiful Liar - 2011: für die Single Rabiosa (feat. Pitbull) - 2011: für die Single Loca - 2012: für die Single Je l’aime à mourir - 2019: für die Autorenbeteiligung Whenever - 2021: für die Single Girl like Me - Brasilien - 2009: für das Album MTV Unplugged - 2021: für die Single Empire - 2021: für die Single Get It Started - 2021: für die Single Sale el Sol - 2023: für die Single Estoy aquí - 2023: für die Single Gypsy - 2023: für die Single Ojos así - 2023: für die Single Rabiosa (feat. El Cata) - 2024: für die Single Acróstico - 2024: für die Single Copa vacía - 2024: für die Single Try Everything - 2025: für das Album Fijación oral vol. 1 - Chile - 2009: für das Album She Wolf - 2023: für die Single Monotonía - Dänemark - 2006: für das Album Oral Fixation Vol. 2 - 2007: für die Single La Tortura - 2011: für das Streaming Waka Waka (This Time for Africa) - 2011: für die Single Loca - 2012: für das Streaming Get It Started - 2020: für die Autorenbeteiligung Mad Love - 2021: für die Single Chantaje - 2023: für die Single Try Everything - Deutschland - 2002: für die Single Underneath Your Clothes - 2008: für Videoalbum MTV Unplugged - 2006: für die Single La Tortura - 2008: für die Single Beautiful Liar - 2011: für die Single Loca - 2013: für das Album She Wolf - 2014: für die Single Dare (La La La) - 2018: für die Autorenbeteiligung Mad Love - 2021: für die Autorenbeteiligung Whenever - 2023: für die Single She Wolf - Finnland - 2002: für die Single Whenever, Wherever - 2006: für das Album Oral Fixation Vol. 2 - Frankreich - 2002: für die Single Underneath Your Clothes - 2003: für die Single Objection (Tango) - 2004: für das Videoalbum Live & Off the Record - 2005: für das Album Fijación oral vol. 1 - 2006: für die Single Hips Don’t Lie - 2009: für das Album She Wolf - 2012: für die Single Je l’aime à mourir - 2014: für das Album Shakira - 2018: für das Album El Dorado - 2022: für die Single Don’t Wait Up - Griechenland - 2006: für das Album Fijación oral vol. 1 - 2010: für das Album She Wolf - 2023: für die Single Shakira: Bzrp Music Session Vol. 53 - Hongkong - 2002: für das Album Laundry Service - Indien - 2006: für das Album Oral Fixation Vol. 2 - Indonesien - 2002: für das Album Laundry Service - Irland - 2009: für das Album She Wolf - Israel - 2002: für das Album Laundry Service - Italien - 2006: für das Album Oral Fixation Vol. 2 - 2017: für die Single Me enamoré! - 2018: für die Single Perro fiel - 2018: für die Single Whenever, Wherever - 2019: für die Single La Tortura - 2019: für die Single Deja vu - 2020: für die Single Me gusta - 2021: für die Autorenbeteiligung Whenever - 2022: für das Album El Dorado - 2023: für die Single Monotonía - 2023: für die Single Te felicito - Kanada - 2012: für die Single Get It Started - 2021: für die Single Underneath Your Clothes - 2023: für die Single Don’t You Worry - 2024: für die Single Deja vu - 2024: für das Album El Dorado - 2024: für die Single Monotonía - 2024: für das Album She Wolf - 2024: für die Single Te felicito - 2024: für die Single Clandestino - 2024: für die Single Me enamoré! - 2024: für die Single Perro fiel - 2024: für das Album Laundry Service: Washed and Dried - 2024: für das Album Las mujeres ya no lloran - 2024: für die Single Empire - Kolumbien - 2006: für das Album Oral Fixation Vol. 2 - 2018: für die Single Perro fiel - 2025: für die Single (Entre Parentesis) - 2025: für die Single Puntería - Libanon - 2002: für das Album Laundry Service - Malaysia - 2002: für das Album Laundry Service - Mexiko - 2004: für das Album En vivo y en privado - 2007: für den Ringtone La Tortura - 2011: für die Single Sale el Sol - 2011: für die Single Gitana - 2012: für die Single Get It Started - 2013: für die Single Antes de las Seis - 2014: für die Single Dare (La La La) - 2015: für die Single Mi Verdad - 2024: für die Single Puntería - 2024: für die Single Objection (Tango) - 2025: für das Lied Nada - 2025: für das Album Live & Off the Record - 2025: für das Album Laundry Service - 2025: für die Single Empire - 2025: für die Single Hips Don’t Lie - 2025: für die Single Addicted to You - 2025: für die Single Suerte - 2025: für die Single Deja vu - Neuseeland - 2002: für die Single Underneath Your Clothes - 2011: für die Single Beautiful Liar - 2016: für die Single Can’t Remember to Forget You - 2024: für die Single She Wolf - Norwegen - 2003: für die Single Objection (Tango) - 2006: für das Album Oral Fixation Vol. 2 - Österreich - 2006: für die Single Hips Don’t Lie - 2007: für die Single La Tortura - 2011: für die Single Loca - Peru - 2002: für das Album Laundry Service - Philippinen - 2002: für das Album Laundry Service - Polen - 2011: für Videoalbum Live from Paris - 2019: für die Single Clandestino - 2021: für die Single Me gusta - 2021: für die Autorenbeteiligung Whenever - 2022: für die Single Don’t Wait Up - 2023: für die Single La Bicicleta - 2024: für die Single TQG - Portugal - 2004: für das Album Live & Off the Record - 2005: für das Album Fijación oral vol. 1 - 2006: für das Videoalbum MTV Unplugged - 2007: für das Album Oral Fixation Tour - 2022: für die Single Girl like Me - 2023: für die Single Te felicito - Schweden - 2007: für das Album Oral Fixation Vol. 2 - 2011: für die Single Loca - 2012: für das Album Sale el Sol - Schweiz - 2005: für die Single La Tortura - 2009: für das Album She Wolf - 2010: für die Single She Wolf - 2011: für die Single Rabiosa (feat. Pitbull) - 2012: für die Single Je l’aime à mourir - 2014: für die Single Can’t Remember to Forget You - 2014: für die Single Dare (La La La) - 2017: für die Single La Bicicleta - 2018: für die Single Perro fiel - 2022: für die Single Te felicito - 2023: für die Single Don’t You Worry - 2023: für die Single TQG - Singapur - 2002: für das Album Laundry Service - Spanien - 1997: für das Album Pies descalzos - 2004: für das Album En vivo y en privado - 2004: für Videoalbum MTV Unplugged - 2004: für Videoalbum Live & Off the Record - 2010: für die Single Did It Again - 2011: für die Single Sale el Sol - 2014: für das Album Shakira - 2024: für die Single Can’t Remember to Forget You - 2024: für die Single Dare (La La La) - 2024: für die Single Tutu (Remix) - 2024: für die Single Whenever, Wherever - 2024: für die Single Addicted to You - 2024: für das Lied Si te vas - 2024: für die Single Día de enero - 2024: für die Single Estoy aquí - 2024: für das Album Las mujeres ya no lloran - 2024: für das Lied Si Tú No Vuelves - 2024: für die Single Puntería - Tschechien - 2002: für das Album Laundry Service - Ungarn - 2010: für das Album She Wolf - Uruguay - 2001: für das Album Laundry Service - Venezuela - 2009 für das Album She Wolf - Vereinigte Staaten - 2002: für Videoalbum MTV Unplugged - 2004: für Videoalbum Live & Off the Record - 2006: für die Single Don’t Bother - 2009: für den Mastertone Beautiful Liar - 2010: für die Single Give It Up to Me - 2022: für die Single Underneath Your Clothes - 2023: für die Single Shakira: Bzrp Music Session Vol. 53 - 2023: für die Single Ciega, sordomuda - 2023: für die Single Ojos así - 2025: für das Lied Cómo Dónde y Cuándo (Latin) - 2025: für das Lied Nassau (Latin) - 2025: für das Lied La fuerte (Latin) - Vereinigtes Königreich - 2013: für das Album She Wolf - 2020: für die Single Underneath Your Clothes - 2021: für die Autorenbeteiligung Mad Love - Zentralamerika - 2025: für die Single (Entre Parentesis) - Mexiko - 2007: für den Ringtone Hips Don’t Lie (Bamboo) - 2025: für das Album Pies descalzos | - Argentinien - 2000: für das Album MTV Unplugged - 2002: für das Album Grandes éxitos - 2002: für das Videoalbum MTV Unplugged - 2004: für das Videoalbum En vivo y en privado - 2006: für das Album Oral Fixation Vol. 2 - 2011: für die Single Sale el Sol - Australien - 2002: für die Single Objection (Tango) - 2019: für die Single Can’t Remember to Forget You - Belgien - 2002: für die Single Underneath Your Clothes - 2002: für das Album Laundry Service - 2006: für die Single Hips Don’t Lie - 2011: für das Album Sale el Sol - 2017: für die Single Chantaje - Brasilien - 1997: für das Album Pies descalzos - 2008: für das Videoalbum Oral Fixation Tour - 2021: für das Album Shakira - 2021: für das Album She Wolf - 2021: für das Album Laundry Service - 2021: für die Single Whenever, Wherever - 2023: für die Single Addicted to You - 2023: für die Single La Tortura - 2023: für die Single Deja vu - 2024: für die Single She Wolf - 2024: für das Album Las mujeres ya no lloran - Chile - 1996: für das Album Pies descalzos - 2009: für das Album Fijación oral vol. 1 - 2011: für die Single Sale el Sol - 2018: für die Single La Bicicleta - 2023: für die Single Te felicito - Dänemark - 2002: für das Album Laundry Service - 2008: für die Single Beautiful Liar - 2014: für das Streaming Can’t Remember to Forget You - 2018: für die Autorenbeteiligung Whenever - 2023: für die Single Whenever, Wherever - Deutschland - 2013: für das Album Sale el Sol - 2023: für die Single Chantaje - 2023: für die Single Can’t Remember to Forget You - Ecuador - 1996: für das Album Pies descalzos - Europa - 2006: für das Album Fijación oral vol. 1 - 2006: für das Album Oral Fixation Vol. 2 - Finnland - 2011: für die Single Waka Waka (This Time for Africa) - Frankreich - 2007: für das Album Oral Fixation Vol. 2 - 2010: für die Single Waka Waka (This Time for Africa) - 2011: für Videoalbum Live from Paris - 2012: für das Album Live from Paris - 2020: für die Autorenbeteiligung Mad Love - 2023: für die Single Me enamoré! - 2024: für die Single Shakira: Bzrp Music Session Vol. 53 - 2025: für die Single La Bicicleta - 2025: für die Single Te felicito - GCC - 2009: für das Album She Wolf - Griechenland - 2002: für die Single Whenever, Wherever - 2002: für das Album Laundry Service - 2006: für das Album Oral Fixation Vol. 2 - 2024: für die Single Hips Don’t Lie - 2025: für die Single Chantaje - Irland - 2002: für das Album Laundry Service - Italien - 2009: für die Single She Wolf - 2010: für die Single Rabiosa (feat. Pitbull) - 2010: für das Album She Wolf - 2014: für die Single Can’t Remember to Forget You - 2014: für die Single Dare (La La La) - 2017: für die Single La Bicicleta - 2019: für die Autorenbeteiligung Mad Love - 2023: für die Single Girl like Me - 2023: für die Single TQG - Kanada - 2007: für den Ringtone Hips Don’t Lie - 2019: für die Autorenbeteiligung Mad Love - 2021: für die Single Beautiful Liar - 2024: für die Single La Bicicleta - 2024: für die Single Dare (La La La) - 2024: für das Album Sale el Sol - 2024: für die Single Loca - 2024: für die Single La Tortura - 2024: für die Single Me gusta - 2025: für die Single TQG - Kolumbien - 2017: für das Album El Dorado - 2024: für die Single Soltera - Mexiko - 2004: für das Videoalbum Live & Off the Record - 2007: für den Ringtone Hips Don’t Lie (Spanish Version) - 2008: für das Album Oral Fixation Tour - 2014: für die Single Can’t Remember to Forget You - 2020: für das Album Shakira - 2021: für die Single Gypsy - 2024: für die Single Nunca Me Acuerdo de Olvidarte - 2025: für das Album Fijación oral vol. 1 - 2025: für die Single Tú - 2025: für die Single Loca - 2025: für das Lied Si te vas - 2025: für die Single Día de enero - 2025: für die Single La Tortura - Neuseeland - 2001: für die Single Whenever, Wherever - 2022: für die Single Try Everything - 2024: für das Album Oral Fixation Vol. 2 - Niederlande - 2002: für die Single Whenever, Wherever - 2007: für das Album Oral Fixation Vol. 2 - Norwegen - 2002: für das Album Laundry Service - 2024: für die Single Whenever, Wherever (Digital) - 2024: für die Single Chantaje - Rumänien - 2006: für das Album Laundry Service - Österreich - 2002: für die Single Whenever, Wherever - 2003: für die Single Underneath Your Clothes - 2007: für das Album Fijación oral vol. 1 - 2007: für das Album Oral Fixation Vol. 2 - 2013: für das Album Sale el Sol - 2023: für die Single Don’t You Worry - Peru - 1996: für das Album Pies descalzos - 2017: für das Album El Dorado - 2021: für die Single Girl like Me - Polen - 2002: für das Album Laundry Service - 2014: für das Album Shakira - 2023: für die Single Me enamoré! - 2023: für die Single Don’t You Worry - 2023: für die Single Girl like Me - 2024: für das Album El Dorado - 2024: für das Album She Wolf - Portugal - 2006: für das Album Oral Fixation Vol. 2 - 2011: für das Album Sale el Sol - 2017: für die Single Chantaje - 2019: für die Single La Bicicleta - 2023: für die Single Monotonía - 2023: für die Single TQG - Russland - 2005: für das Album Fijación oral vol. 1 - 2011: für das Album Sale el Sol - Schweden - 2014: für die Single Can’t Remember to Forget You - 2017: für die Single Chantaje - Schweiz - 2002: für die Single Underneath Your Clothes - 2005: für das Album Fijación oral vol. 1 - 2006: für die Single Hips Don’t Lie - 2006: für das Album Oral Fixation Vol. 2 - 2011: für die Single Loca - 2017: für die Single Chantaje - 2018: für das Album El Dorado - 2018: für die Single Me enamoré! - 2021: für die Single Girl like Me - Spanien - 1998: für das Album ¿Dónde están los ladrones? - 2002: für das Album Grandes éxitos - 2006: für das Album Oral Fixation Vol. 2 - 2009: für das Album She Wolf - 2010: für die Single Gypsy - 2011: für die Single Rabiosa (feat. Pitbull) - 2014: für das Streaming Can’t Remember to Forget You - 2014: für das Streaming La La La (Brazil 2014) - 2018: für die Autorenbeteiligung Mad Love - 2023: für die Single Don’t You Worry - 2024: für die Single Girl like Me - 2024: für die Single Inevitable - 2024: für die Single Ciega, sordomuda - 2024: für die Single El jefe - 2025: für die Single Suerte - Südafrika - 2002: für das Album Laundry Service - Taiwan - 2002: für das Album Laundry Service - Thailand - 2002: für das Album Laundry Service - Ungarn - 2003: für das Album Laundry Service - 2006: für das Album Fijación oral vol. 1 - 2006: für das Album Oral Fixation Vol. 2 - 2011: für das Album Sale el Sol - 2023: für die Single Don’t You Worry - Venezuela - 1996: für das Album Pies descalzos - 2005: für das Album Fijación oral vol. 1 - 2010: für das Album Sale el Sol - Vereinigte Staaten - 1999: für das Album Pies descalzos - 2007: für den Mastertone La Tortura - 2008: für Videoalbum Oral Fixation Tour - 2009: für das Album Fijación oral vol. 1 (Standard) - 2009: für die Single She Wolf - 2011: für die Single Waka Waka (This Time for Africa) - 2014: für die Single Empire - 2018: für die Single Sale el Sol (Latin) - 2018: für die Single Dare (La La La) - 2022: für die Single Girl like Me - 2024: für die Single Soltera (Latin) - 2025: für das Lied Última (Latin) - 2025: für das Lied Cohete (Latin) - Vereinigtes Königreich - 2007: für das Album Oral Fixation Vol. 2 - 2020: für die Single Beautiful Liar - 2023: für die Single She Wolf - 2024: für die Single Try Everything - 2025: für die Single Can’t Remember to Forget You - Zentralamerika - 1996: für das Album Pies descalzos - 2022: für die Single Girl like Me - 2025: für die Single Soltera - Deutschland - 2002: für die Single Whenever, Wherever - 2004: für Videoalbum Live & Off the Record - 2013: für das Album Fijación oral vol. 1 - Mexiko - 2008: für den Ringtone Hips Don’t Lie (Clean Version) - 2022: für die Single Trap - 2024: für das Lied Amarillo - 2024: für das Lied Gordita - 2025: für das Album ¿Dónde están los ladrones? - 2025: für die Single No - 2025: für die Single Copa vacía - 2025: für die Single Shakira: Bzrp Music Session Vol. 53 - 2025: für die Single Estoy aquí - 2025: für die Single Te dejo Madrid - 2025: für die Single Girl like Me - 2025: für die Single Antología | - Argentinien - 1996: für das Album Pies descalzos - 2002: für das Album Laundry Service - Australien - 2002: für die Single Underneath Your Clothes - 2019: für die Single Beautiful Liar - Belgien - 2002: für die Single Whenever, Wherever - 2011: für die Single Waka Waka (This Time for Africa) - Brasilien - 2021: für das Album El Dorado - 2021: für die Single Me enamoré! - 2021: für die Single Loca - 2021: für die Single Perro fiel - 2021: für die Single Rabiosa (feat. Pitbull) - 2022: für die Single Beautiful Liar - 2023: für die Single Don’t Wait Up - 2023: für die Single Hips Don’t Lie - 2023: für die Single Don’t You Worry - 2023: für die Single Monotonía - 2023: für die Single Me gusta - 2024: für die Autorenbeteiligung Mad Love - 2024: für die Single Te felicito - Chile - 2017: für die Single Chantaje - Dänemark - 2011: für die Single Waka Waka (This Time for Africa) - Deutschland - 2022: für die Single Hips Don’t Lie - 2024: für das Album Oral Fixation Vol. 2 - Ecuador - 2002: für das Album Laundry Service - Frankreich - 2003: für das Album Laundry Service - Irland - 2006: für das Album Oral Fixation Vol. 2 - Italien - 2002: für das Album Laundry Service - 2013: für die Single Loca - 2014: für das Album Sale el Sol - 2023: für die Single Don’t You Worry - 2024: für die Single Hips Don’t Lie - Kanada - 2024: für die Single Can’t Remember to Forget You - 2024: für die Single She Wolf - 2024: für die Single Chantaje - Kolumbien - 2001: für das Album Laundry Service - 2009: für das Album She Wolf - Mexiko - 2003: für das Album Grandes éxitos - 2007: für den Ringtone Hips Don’t Lie (English Version) - 2009: für das Album Loba - 2012: für die Single Raboisa - 2021: für die Single Rabiosa (feat. El Cata) - 2024: für die Single Underneath Your Clothes - 2025: für die Single Te aviso, te anuncio (Tango) - 2025: für die Single El jefe - 2025: für das Album En vivo desde París - 2025: für das Album Oral Fixation Vol. 2 - 2025: für die Single Me enamoré! - 2025: für die Single Soltera - 2025: für die Single (Entre Parentesis) - 2025: für die Single Ciega, sordomuda - 2025: für die Single Waka Waka (This Time for Africa) - Neuseeland - 2023: für die Single Waka Waka (This Time for Africa) - Niederlande - 2003: für das Album Laundry Service - Österreich - 2003: für das Album Laundry Service - 2013: für die Single Waka Waka (This Time for Africa) - Polen - 2010: für das Album Sale el Sol - 2020: für die Autorenbeteiligung Mad Love - 2024: für die Single Chantaje - Portugal - 2023: für die Single Shakira: Bzrp Music Session Vol. 53 - Russland - 2005: für das Album Oral Fixation Vol. 2 - Schweden - 2002: für die Single Whenever, Wherever - 2003: für das Album Laundry Service - Schweiz - 2002: für die Single Whenever, Wherever - 2011: für das Album Sale el Sol - Spanien - 2009: für die Single She Wolf - 2008: für das Videoalbum Oral Fixation Tour - 2011: für das Album Sale el Sol - 2011: für die Single Loca - 2018: für die Single Clandestino - 2024: für die Single La Tortura - 2024: für die Single Copa vacía - 2024: für die Single Mi Verdad - 2025: für die Single Soltera - Uruguay - 1999: für das Album ¿Dónde están los ladrones? - Venezuela - 2002: für das Album Landry Service - Vereinigte Staaten - 2002: für das Album The Remixes (Latin) - 2002: für das Album Grandes éxitos (Latin) - 2006: für den Mastertone Hips Don’t Lie - 2008: für die Single Hips Don’t Lie - 2022: für die Single Whenever, Wherever - Vereinigtes Königreich - 2021: für die Single Whenever, Wherever - 2022: für die Single Waka Waka (This Time for Africa) - Zentralamerika - 2002: für das Album Laundry Service - Deutschland - 2003: für das Album Laundry Service - Kolumbien - 2025: für das Album Las mujeres ya no lloran - Mexiko - 2019: für die Single She Wolf - 2025: für das Album Las mujeres ya no lloran - 2025: für das Album She Wolf - 2025: für die Single Te felicito - 2025: für die Single Lo hecho está hecho - Argentinien - 2005: für das Album Fijación oral vol. 1 - 2017: für die Single Chantaje - Dänemark - 2024: für die Single Hips Don’t Lie - Finnland - 2007: für das Album Laundry Service - Italien - 2017: für die Single Chantaje - 2023: für die Single Shakira: Bzrp Music Session Vol. 53 - Kanada - 2024: für das Album Oral Fixation Vol. 2 - Kolumbien - 2001: für das Album ¿Dónde están los ladrones? - 2005: für das Album Fijación oral vol. 1 - Mexiko - 2021: für die Single Clandestino - 2025: für die Single Rabiosa (feat. Pitbull) - 2025: für das Album Pies descalzos - 2025: für das Album MTV Unplugged - 2025: für die Single Inevitable - 2025: für die Single Acróstico - 2025: für die Single Whenever, Wherever - Neuseeland - 2002: für das Album Laundry Service - Norwegen - 2002: für die Single Whenever, Wherever (Physisch) - Portugal - 2024: für die Single Hips Don’t Lie - Schweiz - 2011: für die Single Waka Waka (This Time for Africa) - Spanien - 2006: für das Album Fijación oral vol. 1 - 2007: für die Single Beautiful Liar - 2007: für den Ringtone Beautiful Liar - 2017: für die Single Me enamoré! - 2018: für die Single Perro fiel - 2020: für die Single Me gusta - 2024: für die Single Acróstico - 2024: für die Single Deja vu - 2024: für die Single Hips Don’t Lie - Türkei - 2002: für das Album ¿Dónde están los ladrones? - 2002: für das Album Laundry Service - Venezuela - 1999: für das Album ¿Dónde están los ladrones? - Vereinigte Staaten - 2023: für die Single Try Everything - 2024: für die Single Beautiful Liar - 2025: für die Single Puntería (Latin) - 2025: für das Album Oral Fixation Vol. 2 - Vereinigtes Königreich - 2022: für das Album Laundry Service - Mexiko - 2025: für die Single Que me quedes tú - 2025: für die Single Chantaje - 2025: für die Single Perro fiel - 2025: für die Single Las de la Intuición - Ägypten - 2002: für das Album Laundry Service - Argentinien - 1998: für das Album ¿Dónde están los ladrones? - Australien - 2019: für die Single Whenever, Wherever - Chile - 2000: für das Album ¿Dónde están los ladrones? - Deutschland - 2023: für die Single Waka Waka (This Time for Africa) - Europa - 2002: für das Album Laundry Service - Kanada - 2024: für die Single Whenever, Wherever - Mexiko - 2025: für die Single Monotonía - 2025: für die Single ¿Dónde estás corazón? - 2025: für die Single Loba - Neuseeland - 2024: für die Single Hips Don’t Lie - Portugal - 2003: für das Album Laundry Service - Spanien - 2024: für die Single Monotonía - Vereinigte Staaten - 2002: für das Album MTV Unplugged (Latin) - 2022: für das Album Laundry Service - 2023: für die Single Acróstico (Latin) - 2025: für die Single (Entre Parentesis) - Vereinigtes Königreich - 2024: für die Single Hips Don’t Lie - Zentralamerika - 2001: für das Album ¿Dónde están los ladrones? - Mexiko - 2025: für die Single Me gusta - 2025: für das Album El Dorado - 2025: für die Single Ojos así - 2025: für die Single Pies descalzos, sueños blancos - 2025: für die Single Moscas en la casa - Indien - 2002: für das Album Laundry Service - Kanada - 2003: für das Album Laundry Service - Kolumbien - 1996: für das Album Pies Descalzos - Norwegen - 2014: für die Single Can’t Remember to Forget You - Russland - 2002: für das Album Laundry Service - Schweiz - 2003: für das Album Laundry Service - Spanien - 2003: für das Album Laundry Service - 2007: für den Ringtone Las de la Intuición - 2017: für die Single Chantaje - Vereinigte Staaten - 2023: für die Single Mi Verdad (Latin) - 2025: für die Single Copa vacía (Latin) - Australien - 2019: für das Album Laundry Service - 2019: für die Single Hips Don’t Lie - Italien - 2014: für die Single Waka Waka (This Time for Africa) - Spanien - 2011: für die Single Waka Waka (This Time for Africa) - Spanien - 2007: für die Single Las de la Intuición - 2017: für die Single La Bicicleta - 2023: für die Single Shakira: Bzrp Music Session Vol. 53 - 2024: für die Single Te felicito - Vereinigte Staaten - 2024: für das Album Las mujeres ya no lloran (Latin) - Kanada - 2024: für die Single Waka Waka (This Time for Africa) - Vereinigte Staaten - 2025: für die Single El jefe (Latin) - Schweden - 2012: für die Single Waka Waka (This Time for Africa) - Spanien - 2024: für die Single TQG - Vereinigte Staaten - 2018: für die Single Deja vu (Latin) - Spanien - 2007: für den Ringtone Pure Intuition - Vereinigte Staaten - 2009: für das Album Fijación oral vol. 1 (Latin) - Vereinigte Staaten - 2017: für die Single Chantaje (Latin) - 2025: für die Single Monotonía (Latin) - Vereinigte Staaten - 2018: für das Album ¿Dónde están los ladrones? (Latin) - Vereinigte Staaten - 2025: für die Single Te felicito (Latin) - Vereinigte Staaten - 2018: für die Single La Tortura (Latin) - Vereinigte Staaten - 2025: für die Single La Bicicleta (Latin) - Brasilien - 2018: für die Single La Bicicleta - 2021: für die Single Clandestino - 2021: für das Album Sale el Sol - 2023: für die Single Dare (La La La) - 2025: für die Single TQG - Frankreich - 2002: für die Single Whenever, Wherever - 2011: für das Album Sale el Sol - 2017: für die Single Chantaje - 2021: für die Single Girl like Me - 2023: für die Single Don’t You Worry - 2025: für die Single TQG - Kanada - 2024: für die Single Hips Don’t Lie - Kolumbien - 2010: für das Album Sale el Sol - Mexiko - 2021: für die Single Clandestino - 2025: für das Album ¿Dónde están los ladrones? - 2025: für das Album Fijación oral vol. 1 - 2025: für das Album Laundry Service - 2025: für die Single Shakira: Bzrp Music Session Vol. 53 - 2025: für die Single Estoy aquí - 2025: für die Single Me enamoré! - 2025: für das Album Sale el Sol - 2025: für die Single Tú - 2025: für die Single Te felicito - 2025: für die Single Addicted to You - 2025: für die Single Suerte - 2025: für die Single Deja vu - 2025: für die Single Perro fiel - 2025: für die Single Waka Waka (This Time for Africa) - 2025: für die Single Girl like Me - 2025: für die Single Las de la Intuición - 2025: für die Single Loca - 2025: für das Lied Si te vas - 2025: für die Single Loba - Vereinigte Staaten - 2018: für das Album Sale el Sol (Latin) - 2018: für das Album El Dorado (Latin) - Brasilien - 2023: für die Single Can’t Remember to Forget You - 2023: für die Single Girl like Me - Mexiko - 2025: für die Single Hips Don’t Lie - 2025: für die Single Chantaje - 2025: für die Single Inevitable - 2025: für die Single Ciega, sordomuda - 2025: für die Single La Tortura - Brasilien - 2021: für die Single Chantaje - 2023: für die Single Waka Waka (This Time for Africa) - Mexiko - 2025: für die Single La Bicicleta - 2025: für die Single Día de enero - Mexiko - 2025: für die Single Antología |

## Auszeichnungen nach Alben

### Pies descalzos
| Land/Region               | Auszeichnungen für Musikverkäufe (Land/Region, Auszeichnung, Verkäufe) | Verkäufe  |
| ------------------------- | ---------------------------------------------------------------------- | --------- |
| Argentinien (CAPIF)       | 2× Platin                                                              | 300.000   |
| Brasilien (PMB)           | Platin                                                                 | 1.500.000 |
| Chile (IFPI)              | Platin                                                                 | 25.000    |
| Ecuador (SOPROFON)        | Platin                                                                 | 15.000    |
| Kolumbien (ASINCOL)       | 5× Platin                                                              | 1.000.000 |
| Mexiko (AMPROFON)         | 3× Platin · + 2× Gold                                                  | 950.000   |
| Peru (UNIMPRO)            | Platin                                                                 | 10.000    |
| Spanien (Promusicae)      | Gold                                                                   | 50.000    |
| Venezuela (APFV)          | Platin                                                                 | 69.846    |
| Vereinigte Staaten (RIAA) | Platin                                                                 | 1.000.000 |
| Zentralamerika (CFC)      | Platin                                                                 | 10.000    |
| Insgesamt                 | 3× Gold · 17× Platin ·                                                 | 4.929.846 |

### The Remixes
| Land/Region               | Auszeichnungen für Musikverkäufe (Land/Region, Auszeichnung, Verkäufe) | Verkäufe |
| ------------------------- | ---------------------------------------------------------------------- | -------- |
| Vereinigte Staaten (RIAA) | 2× Platin                                                              | 200.000  |
| Insgesamt                 | 2× Platin ·                                                            | 200.000  |

### ¿Dónde están los ladrones?
| Land/Region               | Auszeichnungen für Musikverkäufe (Land/Region, Auszeichnung, Verkäufe) | Verkäufe  |
| ------------------------- | ---------------------------------------------------------------------- | --------- |
| Argentinien (CAPIF)       | 4× Platin                                                              | 365.000   |
| Brasilien (PMB)           | —                                                                      | 100.000   |
| Chile (IFPI)              | 4× Platin                                                              | 100.000   |
| Kolumbien (ASINCOL)       | 3× Platin                                                              | 120.000   |
| Mexiko (AMPROFON)         | Diamant · + 3× Gold                                                    | 1.350.000 |
| Spanien (Promusicae)      | Platin                                                                 | 100.000   |
| Türkei (Mü-YAP)           | 3× Platin                                                              | 90.000    |
| Uruguay (CUD)             | 2× Platin                                                              | 30.000    |
| Venezuela (APFV)          | 3× Platin                                                              | 159.351   |
| Vereinigte Staaten (RIAA) | 23× Platin                                                             | 1.380.000 |
| Zentralamerika (CFC)      | 4× Platin                                                              | 280.000   |
| Insgesamt                 | 1× Gold · 28× Platin · 3× Diamant ·                                    | 4.074.351 |

### MTV Unplugged
| Land/Region               | Auszeichnungen für Musikverkäufe (Land/Region, Auszeichnung, Verkäufe) | Verkäufe  |
| ------------------------- | ---------------------------------------------------------------------- | --------- |
| Argentinien (CAPIF)       | Platin                                                                 | 60.000    |
| Brasilien (PMB)           | Gold                                                                   | 100.000   |
| Mexiko (AMPROFON)         | 3× Platin                                                              | 450.000   |
| Venezuela (APFV)          | —                                                                      | 58.663    |
| Vereinigte Staaten (RIAA) | 4× Platin                                                              | 400.000   |
| Insgesamt                 | 1× Gold · 8× Platin ·                                                  | 1.068.663 |

### Laundry Service
| Land/Region                  | Auszeichnungen für Musikverkäufe (Land/Region, Auszeichnung, Verkäufe) | Verkäufe    |
| ---------------------------- | ---------------------------------------------------------------------- | ----------- |
| Ägypten (IFPI)               | 4× Platin                                                              | 40.000      |
| Argentinien (CAPIF)          | 2× Platin                                                              | 80.000      |
| Australien (ARIA)            | 6× Platin                                                              | 500.000     |
| Belgien (BRMA)               | Platin                                                                 | 50.000      |
| Brasilien (PMB)              | Platin                                                                 | 125.000     |
| Chile (IFPI)                 | —                                                                      | 40.000      |
| Dänemark (IFPI)              | Platin                                                                 | 50.000      |
| Deutschland (BVMI)           | 5× Gold                                                                | 750.000     |
| Ecuador (SOPROFON)           | 2× Platin                                                              | 30.000      |
| Europa (IFPI)                | 4× Platin                                                              | (4.000.000) |
| Finnland (IFPI)              | 3× Platin                                                              | 90.140      |
| Frankreich (SNEP)            | 2× Platin                                                              | 600.000     |
| Griechenland (IFPI)          | Platin                                                                 | 30.000      |
| Hongkong (IFPI/HKRIA)        | Gold                                                                   | 10.000      |
| Indien (IMI)                 | 5× Platin                                                              | 200.000     |
| Indonesien (ASIRI)           | Gold                                                                   | 25.000      |
| Italien (FIMI)               | 2× Platin                                                              | 200.000     |
| Irland (IRMA)                | Platin                                                                 | 15.000      |
| Israel (IFPI)                | Gold                                                                   | 20.000      |
| Kanada (MC)                  | 5× Platin + Gold · (Washed-and-Dried-Version)                          | 550.000     |
| Kolumbien (ASINCOL)          | 2× Platin                                                              | 80.000      |
| Libanon (IFPI)               | Gold                                                                   | 3.000       |
| Malaysia (RIM)               | Gold                                                                   | 15.000      |
| Mexiko (AMPROFON)            | Diamant · + Gold                                                       | 575.000     |
| Neuseeland (RMNZ)            | 3× Platin                                                              | 45.000      |
| Niederlande (NVPI)           | 2× Platin                                                              | 160.000     |
| Norwegen (IFPI)              | Platin                                                                 | 110.000     |
| Österreich (IFPI)            | 2× Platin                                                              | 80.000      |
| Peru (UNIMPRO)               | Gold                                                                   | 5.000       |
| Philippinen (PARI)           | Gold                                                                   | 20.000      |
| Polen (ZPAV)                 | Platin                                                                 | 70.000      |
| Portugal (AFP)               | 4× Platin                                                              | 160.000     |
| Rumänien (UFPR)              | Platin                                                                 | 20.000      |
| Russland (NFPF)              | 5× Platin                                                              | 100.000     |
| Schweden (IFPI)              | 2× Platin                                                              | 120.000     |
| Schweiz (IFPI)               | 5× Platin                                                              | 200.000     |
| Singapur (RIAS)              | Gold                                                                   | 7.500       |
| Spanien (Promusicae)         | 5× Platin                                                              | 500.000     |
| Südkorea (KMCA)              | —                                                                      | 9.863       |
| Südafrika (RISA)             | Platin                                                                 | 50.000      |
| Taiwan (RIT)                 | Platin                                                                 | 50.000      |
| Thailand (TECA)              | Platin                                                                 | 40.000      |
| Tschechien (IFPI)            | Gold                                                                   | 25.000      |
| Türkei (Mü-YAP)              | 3× Platin                                                              | 90.000      |
| Ungarn (MAHASZ)              | Platin                                                                 | 30.000      |
| Uruguay (CUD)                | Gold                                                                   | 3.000       |
| Venezuela (APFV)             | 2× Platin                                                              | 149.733     |
| Vereinigte Staaten (RIAA)    | 4× Platin                                                              | 4.000.000   |
| Vereinigtes Königreich (BPI) | 3× Platin                                                              | 900.000     |
| Zentralamerika (CFC)         | 2× Platin                                                              | 140.000     |
| Insgesamt                    | 13× Gold · 94× Platin · 1× Diamant ·                                   | 11.163.236  |

### Grandes éxitos
| Land/Region               | Auszeichnungen für Musikverkäufe (Land/Region, Auszeichnung, Verkäufe) | Verkäufe |
| ------------------------- | ---------------------------------------------------------------------- | -------- |
| Argentinien (CAPIF)       | Platin                                                                 | 40.000   |
| Mexiko (AMPROFON)         | 2× Platin                                                              | 300.000  |
| Portugal (AFP)            | Silber                                                                 | 10.000   |
| Spanien (Promusicae)      | Platin                                                                 | 100.000  |
| Venezuela (APFV)          | —                                                                      | 15.692   |
| Vereinigte Staaten (RIAA) | 2× Platin                                                              | 200.000  |
| Insgesamt                 | 1× Silber · 5× Platin ·                                                | 665.692  |

### Live & Off the Record / En vivo y en privado
| Land/Region          | Auszeichnungen für Musikverkäufe (Land/Region, Auszeichnung, Verkäufe) | Verkäufe |
| -------------------- | ---------------------------------------------------------------------- | -------- |
| Mexiko (AMPROFON)    | Gold (Englische Version) · + Gold (Spanische Version)                  | 100.000  |
| Portugal (AFP)       | Gold                                                                   | 20.000   |
| Spanien (Promusicae) | Gold                                                                   | 50.000   |
| Insgesamt            | 4× Gold ·                                                              | 170.000  |

### Fijación oral vol. 1
| Land/Region               | Auszeichnungen für Musikverkäufe (Land/Region, Auszeichnung, Verkäufe) | Verkäufe  |
| ------------------------- | ---------------------------------------------------------------------- | --------- |
| Argentinien (CAPIF)       | 3× Platin                                                              | 120.000   |
| Belgien (BRMA)            | Gold                                                                   | (25.000)  |
| Brasilien (PMB)           | Gold                                                                   | 50.000    |
| Chile (IFPI)              | Platin                                                                 | 30.000    |
| Deutschland (BVMI)        | 3× Gold                                                                | (300.000) |
| Europa (IFPI)             | Platin                                                                 | 1.000.000 |
| Frankreich (SNEP)         | Gold                                                                   | (100.000) |
| Griechenland (IFPI)       | Gold                                                                   | (10.000)  |
| Kolumbien (ASINCOL)       | 3× Platin                                                              | 60.000    |
| Mexiko (AMPROFON)         | Diamant · + Platin                                                     | 600.000   |
| Österreich (IFPI)         | Platin                                                                 | (30.000)  |
| Portugal (AFP)            | Gold                                                                   | (10.000)  |
| Russland (NFPF)           | Platin                                                                 | (20.000)  |
| Schweiz (IFPI)            | Platin                                                                 | (40.000)  |
| Spanien (Promusicae)      | 3× Platin                                                              | (300.000) |
| Ungarn (MAHASZ)           | Platin                                                                 | (10.000)  |
| Venezuela (APFV)          | Platin                                                                 | 34.613    |
| Vereinigte Staaten (RIAA) | Platin (Standard) · + 11× Platin (Latin)                               | 1.019.000 |
| Insgesamt                 | 6× Gold · 20× Platin · 2× Diamant ·                                    | 2.913.613 |

### Oral Fixation Vol. 2
| Land/Region                  | Auszeichnungen für Musikverkäufe (Land/Region, Auszeichnung, Verkäufe) | Verkäufe    |
| ---------------------------- | ---------------------------------------------------------------------- | ----------- |
| Argentinien (CAPIF)          | Platin                                                                 | 40.000      |
| Australien (ARIA)            | Gold                                                                   | 35.000      |
| Belgien (BRMA)               | Gold                                                                   | 25.000      |
| Dänemark (IFPI)              | Gold                                                                   | 20.000      |
| Deutschland (BVMI)           | 2× Platin                                                              | 400.000     |
| Europa (IFPI)                | Platin                                                                 | (1.000.000) |
| Finnland (IFPI)              | Gold                                                                   | 15.085      |
| Frankreich (SNEP)            | Platin                                                                 | 200.000     |
| Griechenland (IFPI)          | Platin                                                                 | 20.000      |
| Indien (IMI)                 | Gold                                                                   | 10.000      |
| Irland (IRMA)                | 2× Platin                                                              | 30.000      |
| Italien (FIMI)               | Gold                                                                   | 40.000      |
| Kanada (MC)                  | 3× Platin                                                              | 300.000     |
| Kolumbien (ASINCOL)          | Gold                                                                   | 7.500       |
| Mexiko (AMPROFON)            | 2× Platin                                                              | 200.000     |
| Neuseeland (RMNZ)            | Platin                                                                 | 15.000      |
| Niederlande (NVPI)           | Platin                                                                 | 70.000      |
| Norwegen (IFPI)              | Gold                                                                   | 20.000      |
| Österreich (IFPI)            | Platin                                                                 | 30.000      |
| Portugal (AFP)               | Platin                                                                 | 20.000      |
| Russland (NFPF)              | 2× Platin                                                              | 40.000      |
| Schweden (IFPI)              | Gold                                                                   | 30.000      |
| Schweiz (IFPI)               | Platin                                                                 | 40.000      |
| Spanien (Promusicae)         | Platin                                                                 | 80.000      |
| Ungarn (MAHASZ)              | Platin                                                                 | 10.000      |
| Vereinigte Staaten (RIAA)    | 3× Platin                                                              | 3.000.000   |
| Vereinigtes Königreich (BPI) | Platin                                                                 | 300.000     |
| Insgesamt                    | 9× Gold · 26× Platin ·                                                 | 5.077.585   |

### Oral Fixation Tour
| Land/Region       | Auszeichnungen für Musikverkäufe (Land/Region, Auszeichnung, Verkäufe) | Verkäufe |
| ----------------- | ---------------------------------------------------------------------- | -------- |
| Mexiko (AMPROFON) | Platin                                                                 | 100.000  |
| Portugal (AFP)    | Gold                                                                   | 10.000   |
| Insgesamt         | 1× Gold · 1× Platin ·                                                  | 110.000  |

### She Wolf/ Loba
| Land/Region                  | Auszeichnungen für Musikverkäufe (Land/Region, Auszeichnung, Verkäufe) | Verkäufe |
| ---------------------------- | ---------------------------------------------------------------------- | -------- |
| Argentinien (CAPIF)          | Gold                                                                   | 20.000   |
| Brasilien (PMB)              | Platin                                                                 | 60.000   |
| Chile (IFPI)                 | Gold                                                                   | 7.500    |
| Deutschland (BVMI)           | Gold                                                                   | 100.000  |
| Frankreich (SNEP)            | Gold                                                                   | 50.000   |
| Golf-Kooperationsrat (IFPI)  | Platin                                                                 | 6.000    |
| Griechenland (IFPI)          | Gold                                                                   | 3.000    |
| Irland (IRMA)                | Gold                                                                   | 7.500    |
| Italien (FIMI)               | Platin                                                                 | 70.000   |
| Kanada (MC)                  | Gold                                                                   | 40.000   |
| Kolumbien (ASINCOL)          | 2× Platin                                                              | 40.000   |
| Mexiko (AMPROFON)            | 5× Gold (She Wolf) · + 2× Platin (Loba)                                | 270.000  |
| Polen (ZPAV)                 | Platin                                                                 | 20.000   |
| Schweiz (IFPI)               | Gold                                                                   | 15.000   |
| Spanien (Promusicae)         | Platin                                                                 | 60.000   |
| Ungarn (MAHASZ)              | Gold                                                                   | 3.000    |
| Venezuela (APFV)             | Gold                                                                   | 5.000    |
| Vereinigtes Königreich (BPI) | Gold                                                                   | 100.000  |
| Insgesamt                    | 12× Gold · 11× Platin ·                                                | 867.000  |

### Sale el sol
| Land/Region               | Auszeichnungen für Musikverkäufe (Land/Region, Auszeichnung, Verkäufe) | Verkäufe  |
| ------------------------- | ---------------------------------------------------------------------- | --------- |
| Argentinien (CAPIF)       | Platin                                                                 | 40.000    |
| Belgien (BRMA)            | Platin                                                                 | 30.000    |
| Brasilien (PMB)           | Diamant                                                                | 160.000   |
| Chile (IFPI)              | Platin                                                                 | 15.000    |
| Deutschland (BVMI)        | Platin                                                                 | 200.000   |
| Frankreich (SNEP)         | Diamant                                                                | 500.000   |
| Italien (FIMI)            | 2× Platin                                                              | 100.000   |
| Kanada (MC)               | Platin                                                                 | 80.000    |
| Kolumbien (ASINCOL)       | Diamant                                                                | 200.000   |
| Mexiko (AMPROFON)         | Diamant                                                                | 300.000   |
| Österreich (IFPI)         | Platin                                                                 | 20.000    |
| Polen (ZPAV)              | 2× Platin                                                              | 40.000    |
| Portugal (AFP)            | Platin                                                                 | 20.000    |
| Russland (NFPF)           | Platin                                                                 | 20.000    |
| Schweden (IFPI)           | Gold                                                                   | 20.000    |
| Schweiz (IFPI)            | 2× Platin                                                              | 60.000    |
| Spanien (Promusicae)      | 2× Platin                                                              | 80.000    |
| Ungarn (MAHASZ)           | Platin                                                                 | 6.000     |
| Venezuela (APFV)          | Platin                                                                 | 14.613    |
| Vereinigte Staaten (RIAA) | Diamant                                                                | 600.000   |
| Insgesamt                 | 1× Gold · 18× Platin · 5× Diamant ·                                    | 2.505.613 |

### En vivo desde París / Live from Paris
| Land/Region       | Auszeichnungen für Musikverkäufe (Land/Region, Auszeichnung, Verkäufe) | Verkäufe |
| ----------------- | ---------------------------------------------------------------------- | -------- |
| Frankreich (SNEP) | Platin                                                                 | 100.000  |
| Mexiko (AMPROFON) | 2× Platin                                                              | 120.000  |
| Insgesamt         | 3× Platin ·                                                            | 220.000  |

### Shakira
| Land/Region          | Auszeichnungen für Musikverkäufe (Land/Region, Auszeichnung, Verkäufe) | Verkäufe |
| -------------------- | ---------------------------------------------------------------------- | -------- |
| Argentinien (CAPIF)  | Gold                                                                   | 15.000   |
| Brasilien (PMB)      | Platin                                                                 | 40.000   |
| Frankreich (SNEP)    | Gold                                                                   | 50.000   |
| Mexiko (AMPROFON)    | Platin                                                                 | 60.000   |
| Polen (ZPAV)         | Platin                                                                 | 20.000   |
| Spanien (Promusicae) | Gold                                                                   | 20.000   |
| Insgesamt            | 3× Gold · 3× Platin ·                                                  | 205.000  |

### El Dorado
| Land/Region               | Auszeichnungen für Musikverkäufe (Land/Region, Auszeichnung, Verkäufe) | Verkäufe  |
| ------------------------- | ---------------------------------------------------------------------- | --------- |
| Brasilien (PMB)           | 2× Platin                                                              | 80.000    |
| Frankreich (SNEP)         | Gold                                                                   | 50.000    |
| Italien (FIMI)            | Gold                                                                   | 25.000    |
| Kanada (MC)               | Gold                                                                   | 40.000    |
| Kolumbien (ASINCOL)       | Platin                                                                 | 20.000    |
| Mexiko (AMPROFON)         | 9× Gold                                                                | 270.000   |
| Peru (UNIMPRO)            | Platin                                                                 | 6.000     |
| Polen (ZPAV)              | Platin                                                                 | 20.000    |
| Schweiz (IFPI)            | Platin                                                                 | 20.000    |
| Vereinigte Staaten (RIAA) | Diamant                                                                | 600.000   |
| Insgesamt                 | 4× Gold · 10× Platin · 1× Diamant ·                                    | 1.131.000 |

### Las mujeres ya no lloran
| Land/Region               | Auszeichnungen für Musikverkäufe (Land/Region, Auszeichnung, Verkäufe) | Verkäufe |
| ------------------------- | ---------------------------------------------------------------------- | -------- |
| Brasilien (PMB)           | Platin                                                                 | 40.000   |
| Kanada (MC)               | Gold                                                                   | 40.000   |
| Kolumbien (ASINCOL)       | 5× Gold                                                                | 50.000   |
| Mexiko (AMPROFON)         | 5× Gold                                                                | 350.000  |
| Spanien (Promusicae)      | Gold                                                                   | 20.000   |
| Vereinigte Staaten (RIAA) | 7× Platin                                                              | 420.000  |
| Insgesamt                 | 4× Gold · 12× Platin ·                                                 | 920.000  |

## Auszeichnungen nach Singles

### Estoy aquí
| Land/Region          | Auszeichnungen für Musikverkäufe (Land/Region, Auszeichnung, Verkäufe) | Verkäufe |
| -------------------- | ---------------------------------------------------------------------- | -------- |
| Brasilien (PMB)      | Gold                                                                   | 30.000   |
| Mexiko (AMPROFON)    | Diamant · + 3× Gold                                                    | 390.000  |
| Spanien (Promusicae) | Gold                                                                   | 30.000   |
| Insgesamt            | 3× Gold · 1× Platin · 1× Diamant ·                                     | 450.000  |

### ¿Dónde estás corazón?
| Land/Region       | Auszeichnungen für Musikverkäufe (Land/Region, Auszeichnung, Verkäufe) | Verkäufe |
| ----------------- | ---------------------------------------------------------------------- | -------- |
| Mexiko (AMPROFON) | 4× Platin                                                              | 240.000  |
| Insgesamt         | 4× Platin ·                                                            | 240.000  |

### Pies descalzos, sueños blancos
| Land/Region       | Auszeichnungen für Musikverkäufe (Land/Region, Auszeichnung, Verkäufe) | Verkäufe |
| ----------------- | ---------------------------------------------------------------------- | -------- |
| Mexiko (AMPROFON) | 9× Gold                                                                | 270.000  |
| Insgesamt         | 1× Gold · 4× Platin ·                                                  | 270.000  |

### Antología
| Land/Region       | Auszeichnungen für Musikverkäufe (Land/Region, Auszeichnung, Verkäufe) | Verkäufe  |
| ----------------- | ---------------------------------------------------------------------- | --------- |
| Mexiko (AMPROFON) | 4× Diamant · + 3× Gold                                                 | 1.290.000 |
| Insgesamt         | 1× Gold · 1× Platin · 2× Diamant ·                                     | 1.290.000 |

### Ciega, sordomuda
| Land/Region               | Auszeichnungen für Musikverkäufe (Land/Region, Auszeichnung, Verkäufe) | Verkäufe  |
| ------------------------- | ---------------------------------------------------------------------- | --------- |
| Mexiko (AMPROFON)         | 2× Diamant · + 2× Platin                                               | 720.000   |
| Spanien (Promusicae)      | Platin                                                                 | 60.000    |
| Vereinigte Staaten (RIAA) | Gold                                                                   | 500.000   |
| Insgesamt                 | 1× Gold · 3× Platin · 2× Diamant ·                                     | 1.280.000 |

### Tú
| Land/Region       | Auszeichnungen für Musikverkäufe (Land/Region, Auszeichnung, Verkäufe) | Verkäufe |
| ----------------- | ---------------------------------------------------------------------- | -------- |
| Mexiko (AMPROFON) | Diamant · + Platin                                                     | 360.000  |
| Insgesamt         | 1× Platin · 1× Diamant ·                                               | 360.000  |

### Inevitable
| Land/Region          | Auszeichnungen für Musikverkäufe (Land/Region, Auszeichnung, Verkäufe) | Verkäufe |
| -------------------- | ---------------------------------------------------------------------- | -------- |
| Mexiko (AMPROFON)    | 2× Diamant · + 3× Platin                                               | 780.000  |
| Spanien (Promusicae) | Platin                                                                 | 60.000   |
| Insgesamt            | 4× Platin · 2× Diamant ·                                               | 840.000  |

### Ojos así
| Land/Region               | Auszeichnungen für Musikverkäufe (Land/Region, Auszeichnung, Verkäufe) | Verkäufe |
| ------------------------- | ---------------------------------------------------------------------- | -------- |
| Brasilien (PMB)           | Gold                                                                   | 30.000   |
| Mexiko (AMPROFON)         | 9× Gold                                                                | 270.000  |
| Vereinigte Staaten (RIAA) | Gold                                                                   | 500.000  |
| Insgesamt                 | 3× Gold · 4× Platin ·                                                  | 800.000  |

### Moscas en la casa
| Land/Region       | Auszeichnungen für Musikverkäufe (Land/Region, Auszeichnung, Verkäufe) | Verkäufe |
| ----------------- | ---------------------------------------------------------------------- | -------- |
| Mexiko (AMPROFON) | 9× Gold                                                                | 270.000  |
| Insgesamt         | 1× Gold · 4× Platin ·                                                  | 270.000  |

### Whenever, Wherever/ Suerte
| Land/Region                  | Auszeichnungen für Musikverkäufe (Land/Region, Auszeichnung, Verkäufe) | Verkäufe  |
| ---------------------------- | ---------------------------------------------------------------------- | --------- |
| Australien (ARIA)            | 4× Platin                                                              | 280.000   |
| Belgien (BRMA)               | 2× Platin                                                              | 100.000   |
| Brasilien (PMB)              | Platin                                                                 | 60.000    |
| Dänemark (IFPI)              | Platin                                                                 | 90.000    |
| Deutschland (BVMI)           | 3× Gold                                                                | 750.000   |
| Finnland (IFPI)              | Gold                                                                   | 5.477     |
| Frankreich (SNEP)            | Diamant                                                                | 637.000   |
| Griechenland (IFPI)          | Platin                                                                 | 20.000    |
| Italien (FIMI)               | Gold                                                                   | 25.000    |
| Kanada (MC)                  | 4× Platin                                                              | 320.000   |
| Mexiko (AMPROFON)            | 3× Platin (Englische Version) · + Diamant · + Gold (Spanische Version) | 510.000   |
| Neuseeland (RMNZ)            | Platin                                                                 | 10.000    |
| Niederlande (NVPI)           | Platin                                                                 | 60.000    |
| Norwegen (IFPI)              | 3× Platin (Physisch) · + Platin (Digital)                              | 90.000    |
| Österreich (IFPI)            | Platin                                                                 | 30.000    |
| Schweden (IFPI)              | 2× Platin                                                              | 60.000    |
| Schweiz (IFPI)               | 2× Platin                                                              | 80.000    |
| Spanien (Promusicae)         | Gold (Englische Version) · + Platin (Spanische Version)                | 90.000    |
| Vereinigte Staaten (RIAA)    | 2× Platin                                                              | 2.000.000 |
| Vereinigtes Königreich (BPI) | 2× Platin                                                              | 1.200.000 |
| Insgesamt                    | 5× Gold · 33× Platin · 2× Diamant ·                                    | 6.417.477 |

### Underneath Your Clothes
| Land/Region                  | Auszeichnungen für Musikverkäufe (Land/Region, Auszeichnung, Verkäufe) | Verkäufe  |
| ---------------------------- | ---------------------------------------------------------------------- | --------- |
| Australien (ARIA)            | 2× Platin                                                              | 140.000   |
| Belgien (BRMA)               | Platin                                                                 | 50.000    |
| Deutschland (BVMI)           | Gold                                                                   | 250.000   |
| Frankreich (SNEP)            | Gold                                                                   | 250.000   |
| Kanada (MC)                  | Gold                                                                   | 40.000    |
| Mexiko (AMPROFON)            | 2× Platin                                                              | 120.000   |
| Neuseeland (RMNZ)            | Gold                                                                   | 5.000     |
| Österreich (IFPI)            | Platin                                                                 | 30.000    |
| Schweiz (IFPI)               | Platin                                                                 | 40.000    |
| Vereinigte Staaten (RIAA)    | Gold                                                                   | 500.000   |
| Vereinigtes Königreich (BPI) | Gold                                                                   | 400.000   |
| Insgesamt                    | 6× Gold · 7× Platin ·                                                  | 1.825.000 |

### Objection (Tango)/ Te aviso, te anuncio (Tango)
| Land/Region                  | Auszeichnungen für Musikverkäufe (Land/Region, Auszeichnung, Verkäufe) | Verkäufe |
| ---------------------------- | ---------------------------------------------------------------------- | -------- |
| Australien (ARIA)            | Platin                                                                 | 70.000   |
| Frankreich (SNEP)            | Gold                                                                   | 250.000  |
| Mexiko (AMPROFON)            | Gold (Englische Version) · + 2× Platin (Spanische Version)             | 150.000  |
| Norwegen (IFPI)              | Gold                                                                   | 5.000    |
| Vereinigtes Königreich (BPI) | —                                                                      | 80.000   |
| Insgesamt                    | 3× Gold · 3× Platin ·                                                  | 555.000  |

### Te dejo Madrid
| Land/Region       | Auszeichnungen für Musikverkäufe (Land/Region, Auszeichnung, Verkäufe) | Verkäufe |
| ----------------- | ---------------------------------------------------------------------- | -------- |
| Mexiko (AMPROFON) | 3× Gold                                                                | 90.000   |
| Insgesamt         | 1× Gold · 1× Platin ·                                                  | 90.000   |

### Que me quedes tú
| Land/Region       | Auszeichnungen für Musikverkäufe (Land/Region, Auszeichnung, Verkäufe) | Verkäufe |
| ----------------- | ---------------------------------------------------------------------- | -------- |
| Mexiko (AMPROFON) | 7× Gold                                                                | 210.000  |
| Insgesamt         | 1× Gold · 3× Platin ·                                                  | 210.000  |

### La Tortura
| Land/Region               | Auszeichnungen für Musikverkäufe (Land/Region, Auszeichnung, Verkäufe) | Verkäufe    |
| ------------------------- | ---------------------------------------------------------------------- | ----------- |
| Brasilien (PMB)           | Platin                                                                 | 60.000      |
| Dänemark (IFPI)           | Gold                                                                   | 7.500       |
| Deutschland (BVMI)        | Gold                                                                   | 150.000     |
| Italien (FIMI)            | Gold                                                                   | 25.000      |
| Kanada (MC)               | Platin                                                                 | 80.000      |
| Mexiko (AMPROFON)         | 2× Diamant · + Platin (Single) · + Gold (Ringtone)                     | 670.000     |
| Österreich (IFPI)         | Gold                                                                   | 15.000      |
| Schweiz (IFPI)            | Gold                                                                   | 15.000      |
| Spanien (Promusicae)      | 2× Platin                                                              | 120.000     |
| Vereinigte Staaten (RIAA) | Platin (Mastertone)                                                    | (1.000.000) |
| Vereinigte Staaten (RIAA) | 32× Platin (Latin)                                                     | 1.920.000   |
| Insgesamt                 | 6× Gold · 8× Platin · 5× Diamant ·                                     | 3.062.500   |

### No
| Land/Region       | Auszeichnungen für Musikverkäufe (Land/Region, Auszeichnung, Verkäufe) | Verkäufe |
| ----------------- | ---------------------------------------------------------------------- | -------- |
| Mexiko (AMPROFON) | 7× Gold                                                                | 210.000  |
| Insgesamt         | 7× Gold ·                                                              | 210.000  |

### Don’t Bother
| Land/Region               | Auszeichnungen für Musikverkäufe (Land/Region, Auszeichnung, Verkäufe) | Verkäufe |
| ------------------------- | ---------------------------------------------------------------------- | -------- |
| Vereinigte Staaten (RIAA) | Gold                                                                   | 500.000  |
| Insgesamt                 | 1× Gold ·                                                              | 500.000  |

### Día de enero
| Land/Region          | Auszeichnungen für Musikverkäufe (Land/Region, Auszeichnung, Verkäufe) | Verkäufe |
| -------------------- | ---------------------------------------------------------------------- | -------- |
| Mexiko (AMPROFON)    | 3× Diamant · + Platin                                                  | 960.000  |
| Spanien (Promusicae) | Gold                                                                   | 30.000   |
| Insgesamt            | 1× Gold · 1× Platin · 3× Diamant ·                                     | 990.000  |

### Hips Don’t Lie
| Land/Region                  | Auszeichnungen für Musikverkäufe (Land/Region, Auszeichnung, Verkäufe)                                                                                              | Verkäufe   |
| ---------------------------- | --- | ---------- |
| Australien (ARIA)            | 6× Platin | 420.000    |
| Belgien (BRMA)               | Platin | 50.000     |
| Brasilien (PMB)              | 2× Platin | 120.000    |
| Dänemark (IFPI)              | 3× Platin | 270.000    |
| Deutschland (BVMI)           | 3× Platin | 900.000    |
| Frankreich (SNEP)            | Gold | 200.000    |
| Griechenland (IFPI)          | Platin | 20.000     |
| Italien (FIMI)               | 2× Platin | 200.000    |
| Kanada (MC)                  | Diamant (Single) · + Platin (Ringtone) | 840.000    |
| Mexiko (AMPROFON)            | 2× Diamant · + Gold · + Gold (Ringtone Spanish Version) · + 2× Gold (Ringtone Bamboo) · + 3× Gold (Ringtone Clean Version) · + 2× Platin (Ringtone English Version) | 1.280.000  |
| Neuseeland (RMNZ)            | 4× Platin | 120.000    |
| Österreich (IFPI)            | Gold | 15.000     |
| Portugal (AFP)               | 3× Platin | 30.000     |
| Schweiz (IFPI)               | Platin | 30.000     |
| Spanien (Promusicae)         | 3× Platin | 180.000    |
| Vereinigte Staaten (RIAA)    | 2× Platin · + 2× Platin (Mastertone) | 4.000.000  |
| Vereinigtes Königreich (BPI) | 4× Platin | 2.400.000  |
| Insgesamt                    | 7× Gold · 41× Platin · 3× Diamant · | 10.795.000 |

### Beautiful Liar
| Land/Region                  | Auszeichnungen für Musikverkäufe (Land/Region, Auszeichnung, Verkäufe) | Verkäufe  |
| ---------------------------- | ---------------------------------------------------------------------- | --------- |
| Australien (ARIA)            | 2× Platin                                                              | 140.000   |
| Belgien (BRMA)               | Gold                                                                   | 25.000    |
| Brasilien (PMB)              | 2× Platin                                                              | 120.000   |
| Dänemark (IFPI)              | Platin                                                                 | 15.000    |
| Deutschland (BVMI)           | Gold                                                                   | 150.000   |
| Italien (FIMI)               | —                                                                      | 60.000    |
| Kanada (MC)                  | Platin                                                                 | 80.000    |
| Neuseeland (RMNZ)            | Gold                                                                   | 7.500     |
| Spanien (Promusicae)         | 3× Platin · + 3× Platin (Ringtone)                                     | 120.000   |
| Vereinigte Staaten (RIAA)    | 3× Platin · + Gold (Mastertone)                                        | 3.500.000 |
| Vereinigtes Königreich (BPI) | Platin                                                                 | 603.000   |
| Insgesamt                    | 4× Gold · 16× Platin ·                                                 | 4.820.500 |

### Las de la intuición / Pure Intuition
| Land/Region          | Auszeichnungen für Musikverkäufe (Land/Region, Auszeichnung, Verkäufe)      | Verkäufe |
| -------------------- | --------------------------------------------------------------------------- | -------- |
| Mexiko (AMPROFON)    | Diamant · + 7× Gold                                                         | 510.000  |
| Spanien (Promusicae) | 7× Platin (Single) · + 10× Platin (Pure Intuition) · + 5× Platin (Ringtone) | 240.000  |
| Insgesamt            | 1× Gold · 25× Platin · 1× Diamant ·                                         | 950.000  |

### She Wolf / Loba
| Land/Region                  | Auszeichnungen für Musikverkäufe (Land/Region, Auszeichnung, Verkäufe) | Verkäufe  |
| ---------------------------- | ---------------------------------------------------------------------- | --------- |
| Australien (ARIA)            | Gold                                                                   | 35.000    |
| Brasilien (PMB)              | Platin                                                                 | 60.000    |
| Deutschland (BVMI)           | Gold                                                                   | 150.000   |
| Italien (FIMI)               | Platin                                                                 | 30.000    |
| Kanada (MC)                  | 2× Platin                                                              | 160.000   |
| Mexiko (AMPROFON)            | 5× Gold (She Wolf) · + Diamant · + 4× Platin (Loba)                    | 690.000   |
| Neuseeland (RMNZ)            | Gold                                                                   | 15.000    |
| Schweiz (IFPI)               | Gold                                                                   | 15.000    |
| Spanien (Promusicae)         | 2× Platin                                                              | 80.000    |
| Vereinigte Staaten (RIAA)    | Platin                                                                 | 1.812.000 |
| Vereinigtes Königreich (BPI) | Platin                                                                 | 600.000   |
| Insgesamt                    | 5× Gold · 14× Platin · 1× Diamant ·                                    | 3.647.000 |

### Did It Again / Lo hecho está hecho
| Land/Region          | Auszeichnungen für Musikverkäufe (Land/Region, Auszeichnung, Verkäufe) | Verkäufe |
| -------------------- | ---------------------------------------------------------------------- | -------- |
| Mexiko (AMPROFON)    | 5× Gold                                                                | 150.000  |
| Spanien (Promusicae) | Gold                                                                   | 20.000   |
| Insgesamt            | 2× Gold · 2× Platin ·                                                  | 170.000  |

### Give It Up to Me
| Land/Region               | Auszeichnungen für Musikverkäufe (Land/Region, Auszeichnung, Verkäufe) | Verkäufe |
| ------------------------- | ---------------------------------------------------------------------- | -------- |
| Vereinigte Staaten (RIAA) | Gold                                                                   | 500.000  |
| Insgesamt                 | 1× Gold ·                                                              | 500.000  |

### Gypsy / Gitana
| Land/Region          | Auszeichnungen für Musikverkäufe (Land/Region, Auszeichnung, Verkäufe) | Verkäufe |
| -------------------- | ---------------------------------------------------------------------- | -------- |
| Brasilien (PMB)      | Gold                                                                   | 30.000   |
| Mexiko (AMPROFON)    | Platin (engl.) · + Gold (span.)                                        | 90.000   |
| Spanien (Promusicae) | Platin                                                                 | 40.000   |
| Insgesamt            | 2× Gold · 2× Platin ·                                                  | 160.000  |

### Waka Waka (This Time for Africa)
| Land/Region                  | Auszeichnungen für Musikverkäufe (Land/Region, Auszeichnung, Verkäufe) | Verkäufe  |
| ---------------------------- | ---------------------------------------------------------------------- | --------- |
| Australien (ARIA)            | Gold                                                                   | 35.000    |
| Belgien (BRMA)               | 2× Platin                                                              | 60.000    |
| Brasilien (PMB)              | 3× Diamant                                                             | 750.000   |
| Dänemark (IFPI)              | 2× Platin                                                              | 60.000    |
| Deutschland (BVMI)           | 4× Platin                                                              | 1.200.000 |
| Finnland (IFPI)              | Platin                                                                 | 13.248    |
| Frankreich (SNEP)            | Platin                                                                 | 462.000   |
| Italien (FIMI)               | 6× Platin                                                              | 180.000   |
| Kanada (MC)                  | 8× Platin                                                              | 640.000   |
| Mexiko (AMPROFON)            | Diamant · + 2× Platin                                                  | 420.000   |
| Neuseeland (RMNZ)            | 2× Platin                                                              | 60.000    |
| Österreich (IFPI)            | 2× Platin                                                              | 60.000    |
| Schweden (IFPI)              | 9× Platin                                                              | 360.000   |
| Schweiz (IFPI)               | 3× Platin                                                              | 90.000    |
| Spanien (Promusicae)         | 6× Platin                                                              | 240.000   |
| Vereinigte Staaten (RIAA)    | Platin                                                                 | 1.760.000 |
| Vereinigtes Königreich (BPI) | 2× Platin                                                              | 1.200.000 |
| Insgesamt                    | 2× Gold · 50× Platin · 4× Diamant ·                                    | 7.470.248 |

### Loca
| Land/Region          | Auszeichnungen für Musikverkäufe (Land/Region, Auszeichnung, Verkäufe) | Verkäufe  |
| -------------------- | ---------------------------------------------------------------------- | --------- |
| Belgien (BRMA)       | Gold                                                                   | 15.000    |
| Brasilien (PMB)      | 2× Platin                                                              | 120.000   |
| Dänemark (IFPI)      | Gold                                                                   | 15.000    |
| Deutschland (BVMI)   | Gold                                                                   | 150.000   |
| Frankreich (SNEP)    | —                                                                      | 247.000   |
| Italien (FIMI)       | 2× Platin                                                              | 60.000    |
| Kanada (MC)          | Platin                                                                 | 80.000    |
| Mexiko (AMPROFON)    | Diamant · + Platin                                                     | 360.000   |
| Österreich (IFPI)    | Gold                                                                   | 15.000    |
| Schweden (IFPI)      | Gold                                                                   | 20.000    |
| Schweiz (IFPI)       | Platin                                                                 | 30.000    |
| Spanien (Promusicae) | 2× Platin                                                              | 80.000    |
| Insgesamt            | 5× Gold · 9× Platin · 1× Diamant ·                                     | 1.192.000 |

### Sale el sol
| Land/Region               | Auszeichnungen für Musikverkäufe (Land/Region, Auszeichnung, Verkäufe) | Verkäufe |
| ------------------------- | ---------------------------------------------------------------------- | -------- |
| Brasilien (PMB)           | Gold                                                                   | 30.000   |
| Mexiko (AMPROFON)         | Gold                                                                   | 30.000   |
| Spanien (Promusicae)      | Gold                                                                   | 20.000   |
| Vereinigte Staaten (RIAA) | Platin                                                                 | 60.000   |
| Insgesamt                 | 3× Gold · 1× Platin ·                                                  | 140.000  |

### Rabiosa
| Land/Region          | Auszeichnungen für Musikverkäufe (Land/Region, Auszeichnung, Verkäufe) | Verkäufe |
| -------------------- | ---------------------------------------------------------------------- | -------- |
| Belgien (BRMA)       | Gold                                                                   | 15.000   |
| Brasilien (PMB)      | 2× Platin (feat. Pitbull) · + Gold (feat. El Cata)                     | 150.000  |
| Frankreich (SNEP)    | —                                                                      | 103.000  |
| Italien (FIMI)       | Platin                                                                 | 30.000   |
| Mexiko (AMPROFON)    | 3× Platin (feat. Pitbull) · + 2× Platin (feat. El Cata)                | 150.000  |
| Schweiz (IFPI)       | Gold                                                                   | 15.000   |
| Spanien (Promusicae) | Platin                                                                 | 40.000   |
| Insgesamt            | 2× Gold · 9× Platin ·                                                  | 653.000  |

### Je l’aime a mourir
| Land/Region       | Auszeichnungen für Musikverkäufe (Land/Region, Auszeichnung, Verkäufe) | Verkäufe |
| ----------------- | ---------------------------------------------------------------------- | -------- |
| Belgien (BRMA)    | Gold                                                                   | 15.000   |
| Frankreich (SNEP) | Gold                                                                   | 213.500  |
| Schweiz (IFPI)    | Gold                                                                   | 15.000   |
| Insgesamt         | 3× Gold ·                                                              | 243.500  |

### Addicted to You
| Land/Region          | Auszeichnungen für Musikverkäufe (Land/Region, Auszeichnung, Verkäufe) | Verkäufe |
| -------------------- | ---------------------------------------------------------------------- | -------- |
| Brasilien (PMB)      | Platin                                                                 | 60.000   |
| Frankreich (SNEP)    | —                                                                      | 50.100   |
| Mexiko (AMPROFON)    | Diamant · + Gold                                                       | 330.000  |
| Spanien (Promusicae) | Gold                                                                   | 30.000   |
| Insgesamt            | 2× Gold · 1× Platin · 1× Diamant ·                                     | 470.100  |

### Antes de las seis
| Land/Region       | Auszeichnungen für Musikverkäufe (Land/Region, Auszeichnung, Verkäufe) | Verkäufe |
| ----------------- | ---------------------------------------------------------------------- | -------- |
| Mexiko (AMPROFON) | Gold                                                                   | 30.000   |
| Insgesamt         | 1× Gold ·                                                              | 30.000   |

### Get It Started
| Land/Region       | Auszeichnungen für Musikverkäufe (Land/Region, Auszeichnung, Verkäufe) | Verkäufe |
| ----------------- | ---------------------------------------------------------------------- | -------- |
| Australien (ARIA) | Gold                                                                   | 35.000   |
| Brasilien (PMB)   | Gold                                                                   | 30.000   |
| Kanada (MC)       | Gold                                                                   | 40.000   |
| Mexiko (AMPROFON) | Gold                                                                   | 30.000   |
| Insgesamt         | 4× Gold ·                                                              | 135.000  |

### Can’t Remember to Forget You / Nunca Me Acuerdo de Olvidarte
| Land/Region                  | Auszeichnungen für Musikverkäufe (Land/Region, Auszeichnung, Verkäufe) | Verkäufe  |
| ---------------------------- | ---------------------------------------------------------------------- | --------- |
| Australien (ARIA)            | Platin                                                                 | 70.000    |
| Brasilien (PMB)              | 2× Diamant                                                             | 500.000   |
| Deutschland (BVMI)           | Platin                                                                 | 300.000   |
| Frankreich (SNEP)            | —                                                                      | 43.200    |
| Italien (FIMI)               | Platin                                                                 | 30.000    |
| Kanada (MC)                  | 2× Platin                                                              | 160.000   |
| Mexiko (AMPROFON)            | Platin (engl.) · + Platin (span.)                                      | 120.000   |
| Neuseeland (RMNZ)            | Gold                                                                   | 7.500     |
| Norwegen (IFPI)              | 5× Platin                                                              | 50.000    |
| Schweden (IFPI)              | Platin                                                                 | 40.000    |
| Schweiz (IFPI)               | Gold                                                                   | 15.000    |
| Spanien (Promusicae)         | Platin                                                                 | 60.000    |
| Vereinigte Staaten (RIAA)    | —                                                                      | 376.000   |
| Vereinigtes Königreich (BPI) | Platin                                                                 | 600.000   |
| Insgesamt                    | 4× Gold · 13× Platin · 2× Diamant ·                                    | 2.371.700 |

### Empire
| Land/Region               | Auszeichnungen für Musikverkäufe (Land/Region, Auszeichnung, Verkäufe) | Verkäufe  |
| ------------------------- | ---------------------------------------------------------------------- | --------- |
| Brasilien (PMB)           | Gold                                                                   | 30.000    |
| Kanada (MC)               | Gold                                                                   | 40.000    |
| Mexiko (AMPROFON)         | Gold                                                                   | 30.000    |
| Vereinigte Staaten (RIAA) | Platin                                                                 | 1.000.000 |
| Insgesamt                 | 3× Gold · 1× Platin ·                                                  | 1.100.000 |

### Dare (La La La)
| Land/Region               | Auszeichnungen für Musikverkäufe (Land/Region, Auszeichnung, Verkäufe) | Verkäufe  |
| ------------------------- | ---------------------------------------------------------------------- | --------- |
| Brasilien (PMB)           | Diamant                                                                | 250.000   |
| Deutschland (BVMI)        | Gold                                                                   | 150.000   |
| Frankreich (SNEP)         | —                                                                      | 45.600    |
| Italien (FIMI)            | Platin                                                                 | 30.000    |
| Kanada (MC)               | Platin                                                                 | 80.000    |
| Mexiko (AMPROFON)         | Gold                                                                   | 30.000    |
| Schweiz (IFPI)            | Gold                                                                   | 15.000    |
| Spanien (Promusicae)      | Gold                                                                   | 30.000    |
| Vereinigte Staaten (RIAA) | Platin                                                                 | 1.000.000 |
| Insgesamt                 | 4× Gold · 3× Platin · 1× Diamant ·                                     | 1.600.600 |

### Mi Verdad
| Land/Region               | Auszeichnungen für Musikverkäufe (Land/Region, Auszeichnung, Verkäufe) | Verkäufe |
| ------------------------- | ---------------------------------------------------------------------- | -------- |
| Mexiko (AMPROFON)         | Gold                                                                   | 30.000   |
| Spanien (Promusicae)      | 2× Platin                                                              | 120.000  |
| Vereinigte Staaten (RIAA) | 5× Platin                                                              | 300.000  |
| Insgesamt                 | 1× Gold · 7× Platin ·                                                  | 450.000  |

### Try Everything
| Land/Region                  | Auszeichnungen für Musikverkäufe (Land/Region, Auszeichnung, Verkäufe) | Verkäufe  |
| ---------------------------- | ---------------------------------------------------------------------- | --------- |
| Brasilien (PMB)              | Gold                                                                   | 30.000    |
| Dänemark (IFPI)              | Gold                                                                   | 45.000    |
| Neuseeland (RMNZ)            | Platin                                                                 | 30.000    |
| Vereinigte Staaten (RIAA)    | 3× Platin                                                              | 3.000.000 |
| Vereinigtes Königreich (BPI) | Platin                                                                 | 600.000   |
| Insgesamt                    | 2× Gold · 5× Platin ·                                                  | 3.705.000 |

### La Bicicleta
| Land/Region               | Auszeichnungen für Musikverkäufe (Land/Region, Auszeichnung, Verkäufe) | Verkäufe  |
| ------------------------- | ---------------------------------------------------------------------- | --------- |
| Brasilien (PMB)           | Diamant                                                                | 250.000   |
| Chile (IFPI)              | Platin                                                                 | 120.000   |
| Frankreich (SNEP)         | Platin                                                                 | 200.000   |
| Italien (FIMI)            | Platin                                                                 | 50.000    |
| Kanada (MC)               | Platin                                                                 | 80.000    |
| Mexiko (AMPROFON)         | 3× Diamant                                                             | 900.000   |
| Polen (ZPAV)              | Gold                                                                   | 25.000    |
| Portugal (AFP)            | Platin                                                                 | 10.000    |
| Schweiz (IFPI)            | Gold                                                                   | 15.000    |
| Spanien (Promusicae)      | 7× Platin                                                              | 280.000   |
| Vereinigte Staaten (RIAA) | 43× Platin                                                             | 2.580.000 |
| Insgesamt                 | 2× Gold · 15× Platin · 8× Diamant ·                                    | 4.410.000 |

### Chantaje
| Land/Region                  | Auszeichnungen für Musikverkäufe (Land/Region, Auszeichnung, Verkäufe) | Verkäufe  |
| ---------------------------- | ---------------------------------------------------------------------- | --------- |
| Argentinien (CAPIF)          | 3× Platin                                                              | 60.000    |
| Belgien (BRMA)               | Platin                                                                 | 30.000    |
| Brasilien (PMB)              | 3× Diamant                                                             | 750.000   |
| Chile (IFPI)                 | 2× Platin                                                              | 160.000   |
| Dänemark (IFPI)              | Gold                                                                   | 45.000    |
| Deutschland (BVMI)           | Platin                                                                 | 400.000   |
| Frankreich (SNEP)            | Diamant                                                                | 233.333   |
| Griechenland (IFPI)          | Platin                                                                 | 20.000    |
| Italien (FIMI)               | 3× Platin                                                              | 150.000   |
| Kanada (MC)                  | 2× Platin                                                              | 160.000   |
| Mexiko (AMPROFON)            | 2× Diamant · + 7× Gold                                                 | 810.000   |
| Norwegen (IFPI)              | Platin                                                                 | 60.000    |
| Polen (ZPAV)                 | 2× Platin                                                              | 100.000   |
| Portugal (AFP)               | Platin                                                                 | 10.000    |
| Schweden (IFPI)              | Platin                                                                 | 40.000    |
| Schweiz (IFPI)               | Platin                                                                 | 30.000    |
| Spanien (Promusicae)         | 5× Platin                                                              | 200.000   |
| Vereinigte Staaten (RIAA)    | 16× Platin                                                             | 960.000   |
| Vereinigtes Königreich (BPI) | Silber                                                                 | 200.000   |
| Insgesamt                    | 1× Silber · 2× Gold · 33× Platin · 7× Diamant ·                        | 4.418.333 |

### Deja vu
| Land/Region               | Auszeichnungen für Musikverkäufe (Land/Region, Auszeichnung, Verkäufe) | Verkäufe  |
| ------------------------- | ---------------------------------------------------------------------- | --------- |
| Brasilien (PMB)           | Platin                                                                 | 40.000    |
| Italien (FIMI)            | Gold                                                                   | 25.000    |
| Kanada (MC)               | Gold                                                                   | 40.000    |
| Mexiko (AMPROFON)         | Diamant · + Gold                                                       | 330.000   |
| Spanien (Promusicae)      | 3× Platin                                                              | 180.000   |
| Vereinigte Staaten (RIAA) | 9× Platin                                                              | 540.000   |
| Insgesamt                 | 3× Gold · 13× Platin · 1× Diamant ·                                    | 1.155.000 |

### Me enamoré!
| Land/Region          | Auszeichnungen für Musikverkäufe (Land/Region, Auszeichnung, Verkäufe) | Verkäufe |
| -------------------- | ---------------------------------------------------------------------- | -------- |
| Brasilien (PMB)      | 2× Platin                                                              | 80.000   |
| Frankreich (SNEP)    | Platin                                                                 | 200.000  |
| Italien (FIMI)       | Gold                                                                   | 25.000   |
| Kanada (MC)          | Gold                                                                   | 40.000   |
| Mexiko (AMPROFON)    | Diamant · + 2× Platin                                                  | 420.000  |
| Polen (ZPAV)         | Platin                                                                 | 50.000   |
| Schweiz (IFPI)       | Platin                                                                 | 20.000   |
| Spanien (Promusicae) | 3× Platin                                                              | 120.000  |
| Insgesamt            | 2× Gold · 10× Platin · 1× Diamant ·                                    | 955.000  |

### Perro fiel
| Land/Region          | Auszeichnungen für Musikverkäufe (Land/Region, Auszeichnung, Verkäufe) | Verkäufe |
| -------------------- | ---------------------------------------------------------------------- | -------- |
| Brasilien (PMB)      | 2× Platin                                                              | 80.000   |
| Italien (FIMI)       | Gold                                                                   | 25.000   |
| Kanada (MC)          | Gold                                                                   | 40.000   |
| Kolumbien (ASINCOL)  | Gold                                                                   | 10.000   |
| Mexiko (AMPROFON)    | Diamant · + 7× Gold                                                    | 510.000  |
| Schweiz (IFPI)       | Gold                                                                   | 10.000   |
| Spanien (Promusicae) | 3× Platin                                                              | 120.000  |
| Insgesamt            | 5× Gold · 8× Platin · 1× Diamant ·                                     | 795.000  |

### Trap
| Land/Region       | Auszeichnungen für Musikverkäufe (Land/Region, Auszeichnung, Verkäufe) | Verkäufe |
| ----------------- | ---------------------------------------------------------------------- | -------- |
| Mexiko (AMPROFON) | 3× Gold                                                                | 90.000   |
| Insgesamt         | 1× Gold · 1× Platin ·                                                  | 90.000   |

### Clandestino
| Land/Region          | Auszeichnungen für Musikverkäufe (Land/Region, Auszeichnung, Verkäufe) | Verkäufe  |
| -------------------- | ---------------------------------------------------------------------- | --------- |
| Brasilien (PMB)      | Diamant                                                                | 160.000   |
| Kanada (MC)          | Gold                                                                   | 40.000    |
| Mexiko (AMPROFON)    | Diamant · + 3× Platin                                                  | 480.000   |
| Polen (ZPAV)         | Gold                                                                   | 10.000    |
| Spanien (Promusicae) | 2× Platin                                                              | 80.000    |
| Insgesamt            | 2× Gold · 5× Platin · 2× Diamant ·                                     | 1.410.000 |

### Tutu (Remix)
| Land/Region          | Auszeichnungen für Musikverkäufe (Land/Region, Auszeichnung, Verkäufe) | Verkäufe |
| -------------------- | ---------------------------------------------------------------------- | -------- |
| Spanien (Promusicae) | Gold                                                                   | 30.000   |
| Insgesamt            | 1× Gold ·                                                              | 30.000   |

### Me gusta
| Land/Region          | Auszeichnungen für Musikverkäufe (Land/Region, Auszeichnung, Verkäufe) | Verkäufe |
| -------------------- | ---------------------------------------------------------------------- | -------- |
| Brasilien (PMB)      | 2× Platin                                                              | 80.000   |
| Italien (FIMI)       | Gold                                                                   | 35.000   |
| Kanada (MC)          | Platin                                                                 | 80.000   |
| Mexiko (AMPROFON)    | 9× Gold                                                                | 270.000  |
| Polen (ZPAV)         | Gold                                                                   | 10.000   |
| Spanien (Promusicae) | 3× Platin                                                              | 120.000  |
| Insgesamt            | 3× Gold · 10× Platin ·                                                 | 595.000  |

### Girl like Me
| Land/Region               | Auszeichnungen für Musikverkäufe (Land/Region, Auszeichnung, Verkäufe) | Verkäufe  |
| ------------------------- | ---------------------------------------------------------------------- | --------- |
| Belgien (BRMA)            | Gold                                                                   | 20.000    |
| Brasilien (PMB)           | 2× Diamant                                                             | 320.000   |
| Frankreich (SNEP)         | Diamant                                                                | 333.333   |
| Italien (FIMI)            | Platin                                                                 | 100.000   |
| Mexiko (AMPROFON)         | Diamant · + 3× Gold                                                    | 430.000   |
| Peru (UNIMPRO)            | Platin                                                                 | 6.000     |
| Polen (ZPAV)              | Platin                                                                 | 50.000    |
| Portugal (AFP)            | Gold                                                                   | 5.000     |
| Schweiz (IFPI)            | 2× Platin                                                              | 40.000    |
| Spanien (Promusicae)      | Platin                                                                 | 60.000    |
| Vereinigte Staaten (RIAA) | Platin                                                                 | 1.000.000 |
| Zentralamerika (CFC)      | Platin                                                                 | 70.000    |
| Insgesamt                 | 3× Gold · 9× Platin · 4× Diamant ·                                     | 2.434.333 |

### Don’t Wait Up
| Land/Region       | Auszeichnungen für Musikverkäufe (Land/Region, Auszeichnung, Verkäufe) | Verkäufe |
| ----------------- | ---------------------------------------------------------------------- | -------- |
| Brasilien (PMB)   | 2× Platin                                                              | 80.000   |
| Frankreich (SNEP) | Gold                                                                   | 100.000  |
| Polen (ZPAV)      | Gold                                                                   | 25.000   |
| Insgesamt         | 2× Gold · 2× Platin ·                                                  | 205.000  |

### Te felicito
| Land/Region               | Auszeichnungen für Musikverkäufe (Land/Region, Auszeichnung, Verkäufe) | Verkäufe  |
| ------------------------- | ---------------------------------------------------------------------- | --------- |
| Brasilien (PMB)           | 2× Platin                                                              | 80.000    |
| Chile (IFPI)              | Platin                                                                 | 200.000   |
| Frankreich (SNEP)         | Platin                                                                 | 200.000   |
| Italien (FIMI)            | Gold                                                                   | 50.000    |
| Kanada (MC)               | Gold                                                                   | 40.000    |
| Mexiko (AMPROFON)         | Diamant · + 5× Gold                                                    | 1.050.000 |
| Portugal (AFP)            | Gold                                                                   | 5.000     |
| Schweiz (IFPI)            | Gold                                                                   | 10.000    |
| Spanien (Promusicae)      | 7× Platin                                                              | 420.000   |
| Vereinigte Staaten (RIAA) | 24× Platin                                                             | 1.440.000 |
| Insgesamt                 | 5× Gold · 17× Platin · 3× Diamant ·                                    | 3.495.000 |

### Don’t You Worry
| Land/Region          | Auszeichnungen für Musikverkäufe (Land/Region, Auszeichnung, Verkäufe) | Verkäufe |
| -------------------- | ---------------------------------------------------------------------- | -------- |
| Brasilien (PMB)      | 2× Platin                                                              | 80.000   |
| Frankreich (SNEP)    | Diamant                                                                | 333.333  |
| Italien (FIMI)       | 2× Platin                                                              | 200.000  |
| Kanada (MC)          | Gold                                                                   | 40.000   |
| Österreich (IFPI)    | Platin                                                                 | 30.000   |
| Polen (ZPAV)         | Platin                                                                 | 50.000   |
| Schweiz (IFPI)       | Gold                                                                   | 10.000   |
| Spanien (Promusicae) | Platin                                                                 | 60.000   |
| Ungarn (MAHASZ)      | Platin                                                                 | 4.000    |
| Insgesamt            | 2× Gold · 8× Platin · 1× Diamant ·                                     | 807.333  |

### Monotonía
| Land/Region               | Auszeichnungen für Musikverkäufe (Land/Region, Auszeichnung, Verkäufe) | Verkäufe  |
| ------------------------- | ---------------------------------------------------------------------- | --------- |
| Brasilien (PMB)           | 2× Platin                                                              | 80.000    |
| Chile (IFPI)              | Gold                                                                   | 90.000    |
| Italien (FIMI)            | Gold                                                                   | 50.000    |
| Kanada (MC)               | Gold                                                                   | 40.000    |
| Mexiko (AMPROFON)         | 4× Platin                                                              | 560.000   |
| Portugal (AFP)            | Platin                                                                 | 10.000    |
| Spanien (Promusicae)      | 4× Platin                                                              | 240.000   |
| Vereinigte Staaten (RIAA) | 16× Platin                                                             | 960.000   |
| Insgesamt                 | 3× Gold · 17× Platin · 1× Diamant ·                                    | 2.030.000 |

### Shakira: Bzrp Music Session Vol. 53
| Land/Region               | Auszeichnungen für Musikverkäufe (Land/Region, Auszeichnung, Verkäufe) | Verkäufe  |
| ------------------------- | ---------------------------------------------------------------------- | --------- |
| Frankreich (SNEP)         | Platin                                                                 | 200.000   |
| Griechenland (IFPI)       | Gold                                                                   | 10.000    |
| Italien (FIMI)            | 3× Platin                                                              | 300.000   |
| Mexiko (AMPROFON)         | Diamant · + 3× Gold                                                    | 910.000   |
| Portugal (AFP)            | 2× Platin                                                              | 20.000    |
| Spanien (Promusicae)      | 7× Platin                                                              | 420.000   |
| Vereinigte Staaten (RIAA) | Gold                                                                   | 500.000   |
| Insgesamt                 | 3× Gold · 14× Platin · 1× Diamant ·                                    | 2.360.000 |

### TQG
| Land/Region          | Auszeichnungen für Musikverkäufe (Land/Region, Auszeichnung, Verkäufe) | Verkäufe  |
| -------------------- | ---------------------------------------------------------------------- | --------- |
| Brasilien (PMB)      | Diamant                                                                | 160.000   |
| Frankreich (SNEP)    | Diamant                                                                | 333.333   |
| Italien (FIMI)       | Platin                                                                 | 100.000   |
| Kanada (MC)          | Platin                                                                 | 80.000    |
| Polen (ZPAV)         | Gold                                                                   | 25.000    |
| Portugal (AFP)       | Platin                                                                 | 10.000    |
| Schweiz (IFPI)       | Gold                                                                   | 10.000    |
| Spanien (Promusicae) | 9× Platin                                                              | 540.000   |
| Insgesamt            | 2× Gold · 12× Platin · 2× Diamant ·                                    | 1.258.333 |

### Acróstico
| Land/Region               | Auszeichnungen für Musikverkäufe (Land/Region, Auszeichnung, Verkäufe) | Verkäufe |
| ------------------------- | ---------------------------------------------------------------------- | -------- |
| Brasilien (PMB)           | Gold                                                                   | 20.000   |
| Mexiko (AMPROFON)         | 3× Platin                                                              | 420.000  |
| Spanien (Promusicae)      | 3× Platin                                                              | 180.000  |
| Vereinigte Staaten (RIAA) | 4× Platin                                                              | 240.000  |
| Insgesamt                 | 1× Gold · 10× Platin ·                                                 | 860.000  |

### Copa vacía
| Land/Region               | Auszeichnungen für Musikverkäufe (Land/Region, Auszeichnung, Verkäufe) | Verkäufe |
| ------------------------- | ---------------------------------------------------------------------- | -------- |
| Brasilien (PMB)           | Gold                                                                   | 20.000   |
| Mexiko (AMPROFON)         | 3× Gold                                                                | 210.000  |
| Spanien (Promusicae)      | 2× Platin                                                              | 120.000  |
| Vereinigte Staaten (RIAA) | 5× Platin                                                              | 400.000  |
| Insgesamt                 | 2× Gold · 8× Platin ·                                                  | 650.000  |

### El jefe
| Land/Region               | Auszeichnungen für Musikverkäufe (Land/Region, Auszeichnung, Verkäufe) | Verkäufe |
| ------------------------- | ---------------------------------------------------------------------- | -------- |
| Mexiko (AMPROFON)         | 2× Platin                                                              | 280.000  |
| Spanien (Promusicae)      | Platin                                                                 | 60.000   |
| Vereinigte Staaten (RIAA) | 8× Platin                                                              | 480.000  |
| Insgesamt                 | 11× Platin ·                                                           | 820.000  |

### Puntería
| Land/Region               | Auszeichnungen für Musikverkäufe (Land/Region, Auszeichnung, Verkäufe) | Verkäufe |
| ------------------------- | ---------------------------------------------------------------------- | -------- |
| Kolumbien (ASINCOL)       | Gold                                                                   | 10.000   |
| Mexiko (AMPROFON)         | Gold                                                                   | 70.000   |
| Spanien (Promusicae)      | Gold                                                                   | 30.000   |
| Vereinigte Staaten (RIAA) | 3× Platin                                                              | 180.000  |
| Insgesamt                 | 3× Gold · 3× Platin ·                                                  | 290.000  |

### (Entre Parentesis)
| Land/Region               | Auszeichnungen für Musikverkäufe (Land/Region, Auszeichnung, Verkäufe) | Verkäufe |
| ------------------------- | ---------------------------------------------------------------------- | -------- |
| Kolumbien (ASINCOL)       | Gold                                                                   | 10.000   |
| Mexiko (AMPROFON)         | 3× Gold                                                                | 210.000  |
| Vereinigte Staaten (RIAA) | 4× Platin                                                              | 240.000  |
| Zentralamerika (CFC)      | Gold                                                                   | 35.000   |
| Insgesamt                 | 3× Gold · 5× Platin ·                                                  | 495.000  |

### Soltera
| Land/Region               | Auszeichnungen für Musikverkäufe (Land/Region, Auszeichnung, Verkäufe) | Verkäufe |
| ------------------------- | ---------------------------------------------------------------------- | -------- |
| Kolumbien (ASINCOL)       | Platin                                                                 | 20.000   |
| Mexiko (AMPROFON)         | 2× Platin                                                              | 280.000  |
| Spanien (Promusicae)      | 2× Platin                                                              | 120.000  |
| Vereinigte Staaten (RIAA) | Platin                                                                 | 60.000   |
| Zentralamerika (CFC)      | Platin                                                                 | 70.000   |
| Insgesamt                 | 7× Platin ·                                                            | 550.000  |

## Auszeichnungen nach Liedern

### Si te vas
| Land/Region          | Auszeichnungen für Musikverkäufe (Land/Region, Auszeichnung, Verkäufe) | Verkäufe |
| -------------------- | ---------------------------------------------------------------------- | -------- |
| Mexiko (AMPROFON)    | Diamant · + Platin                                                     | 360.000  |
| Spanien (Promusicae) | Gold                                                                   | 30.000   |
| Insgesamt            | 1× Gold · 1× Platin · 1× Diamant ·                                     | 390.000  |

### Si Tú No Vuelves
| Land/Region          | Auszeichnungen für Musikverkäufe (Land/Region, Auszeichnung, Verkäufe) | Verkäufe |
| -------------------- | ---------------------------------------------------------------------- | -------- |
| Spanien (Promusicae) | Gold                                                                   | 30.000   |
| Insgesamt            | 1× Gold ·                                                              | 30.000   |

### Gordita
| Land/Region       | Auszeichnungen für Musikverkäufe (Land/Region, Auszeichnung, Verkäufe) | Verkäufe |
| ----------------- | ---------------------------------------------------------------------- | -------- |
| Mexiko (AMPROFON) | Gold                                                                   | 30.000   |
| Insgesamt         | 1× Gold ·                                                              | 30.000   |

### Nada
| Land/Region       | Auszeichnungen für Musikverkäufe (Land/Region, Auszeichnung, Verkäufe) | Verkäufe |
| ----------------- | ---------------------------------------------------------------------- | -------- |
| Mexiko (AMPROFON) | Gold                                                                   | 30.000   |
| Insgesamt         | 1× Gold ·                                                              | 30.000   |

### Amarillo
| Land/Region       | Auszeichnungen für Musikverkäufe (Land/Region, Auszeichnung, Verkäufe) | Verkäufe |
| ----------------- | ---------------------------------------------------------------------- | -------- |
| Mexiko (AMPROFON) | 3× Gold                                                                | 90.000   |
| Insgesamt         | 1× Gold · 1× Platin ·                                                  | 90.000   |

### Cohete
| Land/Region               | Auszeichnungen für Musikverkäufe (Land/Region, Auszeichnung, Verkäufe) | Verkäufe |
| ------------------------- | ---------------------------------------------------------------------- | -------- |
| Vereinigte Staaten (RIAA) | Platin                                                                 | 60.000   |
| Insgesamt                 | 1× Platin ·                                                            | 60.000   |

### La fuerte
| Land/Region               | Auszeichnungen für Musikverkäufe (Land/Region, Auszeichnung, Verkäufe) | Verkäufe |
| ------------------------- | ---------------------------------------------------------------------- | -------- |
| Vereinigte Staaten (RIAA) | Gold                                                                   | 30.000   |
| Insgesamt                 | 1× Gold ·                                                              | 30.000   |

### Cómo Dónde y Cuándo
| Land/Region               | Auszeichnungen für Musikverkäufe (Land/Region, Auszeichnung, Verkäufe) | Verkäufe |
| ------------------------- | ---------------------------------------------------------------------- | -------- |
| Vereinigte Staaten (RIAA) | Gold                                                                   | 30.000   |
| Insgesamt                 | 1× Gold ·                                                              | 30.000   |

### Nassau
| Land/Region               | Auszeichnungen für Musikverkäufe (Land/Region, Auszeichnung, Verkäufe) | Verkäufe |
| ------------------------- | ---------------------------------------------------------------------- | -------- |
| Vereinigte Staaten (RIAA) | Gold                                                                   | 30.000   |
| Insgesamt                 | 1× Gold ·                                                              | 30.000   |

### Última
| Land/Region               | Auszeichnungen für Musikverkäufe (Land/Region, Auszeichnung, Verkäufe) | Verkäufe |
| ------------------------- | ---------------------------------------------------------------------- | -------- |
| Vereinigte Staaten (RIAA) | Platin                                                                 | 60.000   |
| Insgesamt                 | 1× Platin ·                                                            | 60.000   |

## Auszeichnungen nach Autorenbeteiligungen

### Mad Love (Sean Paul&David Guettafeat.Becky G)
| Land/Region                  | Auszeichnungen für Musikverkäufe (Land/Region, Auszeichnung, Verkäufe) | Verkäufe  |
| ---------------------------- | ---------------------------------------------------------------------- | --------- |
| Brasilien (PMB)              | 2× Platin                                                              | 80.000    |
| Dänemark (IFPI)              | Gold                                                                   | 45.000    |
| Deutschland (BVMI)           | Gold                                                                   | 200.000   |
| Frankreich (SNEP)            | Platin                                                                 | 200.000   |
| Italien (FIMI)               | Platin                                                                 | 50.000    |
| Kanada (MC)                  | Platin                                                                 | 80.000    |
| Polen (ZPAV)                 | 2× Platin                                                              | 40.000    |
| Spanien (Promusicae)         | Platin                                                                 | 40.000    |
| Vereinigtes Königreich (BPI) | Gold                                                                   | 400.000   |
| Insgesamt                    | 3× Gold · 8× Platin ·                                                  | 1.135.000 |

### Whenever (Kris Kross Amsterdam& The Boy Next Door feat.Conor Maynard)
| Land/Region        | Auszeichnungen für Musikverkäufe (Land/Region, Auszeichnung, Verkäufe) | Verkäufe |
| ------------------ | ---------------------------------------------------------------------- | -------- |
| Belgien (BRMA)     | Gold                                                                   | 20.000   |
| Dänemark (IFPI)    | Platin                                                                 | 90.000   |
| Deutschland (BVMI) | Gold                                                                   | 200.000  |
| Italien (FIMI)     | Gold                                                                   | 35.000   |
| Polen (ZPAV)       | Gold                                                                   | 25.000   |
| Insgesamt          | 4× Gold · 1× Platin ·                                                  | 370.000  |

## Auszeichnungen nach Musikstreamings

### Waka Waka (This Time for Africa)
| Land/Region     | Auszeichnungen für Musikverkäufe (Land/Region, Auszeichnung, Verkäufe) | Verkäufe |
| --------------- | ---------------------------------------------------------------------- | -------- |
| Dänemark (IFPI) | Gold                                                                   | 50.000   |
| Insgesamt       | 1× Gold ·                                                              | 50.000   |

### Get It Started
| Land/Region     | Auszeichnungen für Musikverkäufe (Land/Region, Auszeichnung, Verkäufe) | Verkäufe |
| --------------- | ---------------------------------------------------------------------- | -------- |
| Dänemark (IFPI) | Gold                                                                   | 900.000  |
| Insgesamt       | 1× Gold ·                                                              | 900.000  |

### Can’t Remember to Forget You
| Land/Region          | Auszeichnungen für Musikverkäufe (Land/Region, Auszeichnung, Verkäufe) | Verkäufe   |
| -------------------- | ---------------------------------------------------------------------- | ---------- |
| Dänemark (IFPI)      | Platin                                                                 | 2.600.000  |
| Spanien (Promusicae) | Platin                                                                 | 8.000.000  |
| Insgesamt            | 2× Platin ·                                                            | 10.600.000 |

### La La La (Brazil 2014)
| Land/Region          | Auszeichnungen für Musikverkäufe (Land/Region, Auszeichnung, Verkäufe) | Verkäufe  |
| -------------------- | ---------------------------------------------------------------------- | --------- |
| Spanien (Promusicae) | Platin                                                                 | 8.000.000 |
| Insgesamt            | 1× Platin ·                                                            | 8.000.000 |

## Auszeichnungen nach Videoalben

### MTV Unplugged
| Land/Region               | Auszeichnungen für Musikverkäufe (Land/Region, Auszeichnung, Verkäufe) | Verkäufe |
| ------------------------- | ---------------------------------------------------------------------- | -------- |
| Argentinien (CAPIF)       | Platin                                                                 | 8.000    |
| Deutschland (BVMI)        | Gold                                                                   | 25.000   |
| Portugal (AFP)            | Gold                                                                   | 4.000    |
| Spanien (Promusicae)      | Gold                                                                   | 10.000   |
| Vereinigte Staaten (RIAA) | Gold                                                                   | 50.000   |
| Insgesamt                 | 4× Gold · 1× Platin ·                                                  | 97.000   |

### Live & Off the Record / En vivo y en privado
| Land/Region               | Auszeichnungen für Musikverkäufe (Land/Region, Auszeichnung, Verkäufe) | Verkäufe |
| ------------------------- | ---------------------------------------------------------------------- | -------- |
| Argentinien (CAPIF)       | Platin                                                                 | 8.000    |
| Australien (ARIA)         | Gold                                                                   | 7.500    |
| Deutschland (BVMI)        | 3× Gold                                                                | 75.000   |
| Frankreich (SNEP)         | Gold                                                                   | 10.000   |
| Mexiko (AMPROFON)         | Platin                                                                 | 10.000   |
| Spanien (Promusicae)      | Gold                                                                   | 10.000   |
| Vereinigte Staaten (RIAA) | Gold                                                                   | 50.000   |
| Insgesamt                 | 5× Gold · 3× Platin ·                                                  | 170.500  |

### Oral Fixation Tour
| Land/Region               | Auszeichnungen für Musikverkäufe (Land/Region, Auszeichnung, Verkäufe) | Verkäufe |
| ------------------------- | ---------------------------------------------------------------------- | -------- |
| Brasilien (PMB)           | Platin                                                                 | 30.000   |
| Spanien (Promusicae)      | 2× Platin                                                              | 50.000   |
| Vereinigte Staaten (RIAA) | Platin                                                                 | 100.000  |
| Insgesamt                 | 4× Platin ·                                                            | 180.000  |

### Live from Paris
| Land/Region       | Auszeichnungen für Musikverkäufe (Land/Region, Auszeichnung, Verkäufe) | Verkäufe |
| ----------------- | ---------------------------------------------------------------------- | -------- |
| Frankreich (SNEP) | Platin                                                                 | 15.000   |
| Polen (ZPAV)      | Gold                                                                   | 5.000    |
| Insgesamt         | 5× Gold · 3× Platin ·                                                  | 20.000   |

## Statistik und Quellen
| Land/RegionAuszeichnungen für Musikverkäufe (Land/Region, Auszeichnungen, Verkäufe, Quellen) | Silber     | Gold         | Platin         | Diamant       | Verkäufe    | Quellen                                                                                 |
| -------------------------------------------------------------------------------------------- | ---------- | ------------ | -------------- | ------------- | ----------- | --------------------------------------------------------------------------------------- |
| Ägypten (IFPI)                                                                               | —          | —            | 4× Platin4     | —             | 40.000      | Einzelnachweise                                                                         |
| Argentinien (CAPIF)                                                                          | —          | 2× Gold2     | 20× Platin20   | —             | 1.156.000   | capif.org.ar AR2                                                                        |
| Australien (ARIA)                                                                            | —          | 5× Gold5     | 23× Platin23   | —             | 1.892.500   | aria.com.au                                                                             |
| Belgien (BRMA)                                                                               | —          | 8× Gold8     | 9× Platin9     | —             | 530.000     | ultratop.be                                                                             |
| Brasilien (PMB)                                                                              | —          | 12× Gold12   | 37× Platin37   | 15× Diamant15 | 7.105.000   | pro-musicabr.org.br                                                                     |
| Chile (IFPI)                                                                                 | —          | 2× Gold2     | 11× Platin11   | —             | 785.500     | profovi.cl CL2                                                                          |
| Dänemark (IFPI)                                                                              | —          | 8× Gold8     | 10× Platin10   | —             | 752.500     | ifpi.dk                                                                                 |
| Deutschland (BVMI)                                                                           | —          | 16× Gold16   | 16× Platin16   | —             | 6.800.000   | musikindustrie.de                                                                       |
| Ecuador (SOPROFON)                                                                           | —          | —            | 3× Platin3     | —             | 45.000      | Einzelnachweise                                                                         |
| Europa (IFPI)                                                                                | —          | —            | 6× Platin6     | —             | (6.000.000) | ifpi.org (Memento vom 1. Januar 2014 im Internet Archive)                               |
| Finnland (IFPI)                                                                              | —          | 2× Gold2     | 4× Platin4     | —             | 123.950     | ifpi.fi                                                                                 |
| Frankreich (SNEP)                                                                            | —          | 10× Gold10   | 11× Platin11   | 6× Diamant6   | 6.509.732   | infodisc.fr snepmusique.com                                                             |
| Golf-Kooperationsrat (IFPI)                                                                  | —          | —            | Platin1        | —             | 6.000       | ifpi.org (Memento vom 15. Oktober 2013 im Internet Archive)                             |
| Griechenland (IFPI)                                                                          | —          | 3× Gold3     | 5× Platin5     | —             | 123.000     | Einzelnachweise                                                                         |
| Hongkong (IFPI/HKRIA)                                                                        | —          | Gold1        | —              | —             | 10.000      | Einzelnachweise                                                                         |
| Indien (IMI)                                                                                 | —          | Gold1        | 5× Platin5     | —             | 210.000     | Einzelnachweise                                                                         |
| Indonesien (ASIRI)                                                                           | —          | Gold1        | —              | —             | 25.000      | Einzelnachweise                                                                         |
| Irland (IRMA)                                                                                | —          | Gold1        | 3× Platin3     | —             | 52.500      | irishcharts.ie                                                                          |
| Israel (IFPI)                                                                                | —          | Gold1        | —              | —             | 20.000      | Einzelnachweise                                                                         |
| Italien (FIMI)                                                                               | —          | 11× Gold11   | 31× Platin31   | —             | 2.300.000   | fimi.it                                                                                 |
| Kanada (MC)                                                                                  | —          | 14× Gold14   | 36× Platin36   | Diamant1      | 4.370.000   | musiccanada.com                                                                         |
| Kolumbien (ASINCOL)                                                                          | —          | 5× Gold5     | 19× Platin19   | Diamant1      | 1.627.500   | Einzelnachweise                                                                         |
| Libanon (IFPI)                                                                               | —          | Gold1        | —              | —             | 3.000       | Einzelnachweise                                                                         |
| Malaysia (RIM)                                                                               | —          | Gold1        | —              | —             | 15.000      | Einzelnachweise                                                                         |
| Mexiko (AMPROFON)                                                                            | —          | 48× Gold48   | 130× Platin130 | 40× Diamant40 | 26.475.000  | amprofon.com.mx                                                                         |
| Neuseeland (RMNZ)                                                                            | —          | 4× Gold4     | 12× Platin12   | —             | 315.000     | aotearoamusiccharts.co.nz NZ2 (Memento vom 31. August 2011 im Internet Archive) NZ3 NZ4 |
| Niederlande (NVPI)                                                                           | —          | —            | 4× Platin4     | —             | 290.000     | nvpi.nl                                                                                 |
| Norwegen (IFPI)                                                                              | —          | 2× Gold2     | 11× Platin11   | —             | 335.000     | ifpi.no NO2                                                                             |
| Österreich (IFPI)                                                                            | —          | 3× Gold3     | 10× Platin10   | —             | 355.000     | ifpi.at                                                                                 |
| Peru (UNIMPRO)                                                                               | —          | Gold1        | 3× Platin3     | —             | 27.000      | Einzelnachweise                                                                         |
| Philippinen (PARI)                                                                           | —          | Gold1        | —              | —             | 20.000      | Einzelnachweise                                                                         |
| Polen (ZPAV)                                                                                 | —          | 7× Gold7     | 13× Platin13   | —             | 585.000     | olis.pl                                                                                 |
| Portugal (AFP)                                                                               | Silber1    | 7× Gold7     | 14× Platin14   | —             | 349.000     | Einzelnachweise                                                                         |
| Rumänien (UFPR)                                                                              | —          | —            | Platin1        | —             | 20.000      | Einzelnachweise                                                                         |
| Russland (NFPF)                                                                              | —          | —            | 9× Platin9     | —             | 180.000     | 2m-online.ru                                                                            |
| Schweden (IFPI)                                                                              | —          | 3× Gold3     | 15× Platin15   | —             | 690.000     | sverigetopplistan.se                                                                    |
| Schweiz (IFPI)                                                                               | —          | 12× Gold12   | 22× Platin22   | —             | 860.000     | hitparade.ch                                                                            |
| Singapur (RIAS)                                                                              | —          | Gold1        | —              | —             | 7.500       | Einzelnachweise                                                                         |
| Spanien (Promusicae)                                                                         | —          | 17× Gold17   | 133× Platin133 | —             | 6.760.000   | elportaldemusica.es promusicae.es                                                       |
| Südafrika (RISA)                                                                             | —          | —            | Platin1        | —             | 50.000      | mi2n.com                                                                                |
| Südkorea (KMCA)                                                                              | —          | —            | —              | —             | 9.863       | Einzelnachweise                                                                         |
| Taiwan (RIT)                                                                                 | —          | —            | Platin1        | —             | 50.000      | Einzelnachweise                                                                         |
| Thailand (TECA)                                                                              | —          | —            | Platin1        | —             | 40.000      | Einzelnachweise                                                                         |
| Tschechien (IFPI)                                                                            | —          | Gold1        | —              | —             | 25.000      | Einzelnachweise                                                                         |
| Türkei (Mü-YAP)                                                                              | —          | —            | 6× Platin6     | —             | 180.000     | Einzelnachweise                                                                         |
| Ungarn (MAHASZ)                                                                              | —          | Gold1        | 5× Platin5     | —             | 63.000      | slagerlistak.hu                                                                         |
| Uruguay (CUD)                                                                                | —          | Gold1        | 2× Platin2     | —             | 33.000      | cudisco.org                                                                             |
| Venezuela (APFV)                                                                             | —          | Gold1        | 8× Platin8     | —             | 527.511     | Einzelnachweise                                                                         |
| Vereinigte Staaten (RIAA)                                                                    | —          | 12× Gold12   | 110× Platin110 | 16× Diamant16 | 45.894.100  | riaa.com                                                                                |
| Vereinigtes Königreich (BPI)                                                                 | Silber1    | 3× Gold3     | 16× Platin16   | —             | 9.583.000   | bpi.co.uk                                                                               |
| Zentralamerika (CFC)                                                                         | —          | Gold1        | 9× Platin9     | —             | 605.000     | cfc-musica.com                                                                          |
| Insgesamt                                                                                    | 2× Silber2 | 231× Gold231 | 790× Platin790 | 79× Diamant79 |             |                                                                                         |